# Pelplin
Pelplin (niem. Pelplin) – miasto w północnej Polsce, położone na Kociewiu, w województwie pomorskim, w powiecie tczewskim, siedziba gminy miejsko-wiejskiej Pelplin oraz diecezji pelplińskiej.
W latach 1975–1998 miasto administracyjnie należało do woj. gdańskiego. Pelplin jest lokalnym węzłem komunikacyjnym, krzyżują się tu: droga wojewódzka nr 229 z drogą wojewódzką nr 230, w pobliżu miasta znajduje się węzeł drogowy Pelplin autostrady A1 z drogą wojewódzką nr 229. Przez miasto biegnie magistrala kolejowa – Chorzów Batory – Tczew. Według danych z 1 stycznia 2018 Pelplin miał 8065 mieszkańców.

## Położenie
Miasto położone jest w południowej części województwa pomorskiego, w powiecie tczewskim, nad rzeką Wierzycą. Geograficznie Gmina i Pelplin położony jest w obrębie dwóch mezoregionów fizycznogeograficznych – Pojezierza Starogardzkiego (część centralna i zachodnia) oraz Doliny Kwidzyńskiej (część wschodnia), która jest częścią makroregionu Doliny Dolnej Wisły. Etnograficznie należy do regionu zwanego Kociewiem, leżącego na Pomorzu Gdańskim.
Położenie geograficzne, a także struktura środowiska przyrodniczego (wynik zlodowacenia bałtyckiego oraz procesów przyrodniczych po ustąpieniu lądolodu) determinują większość warunków naturalnych – jest to gmina o wiodącej funkcji rolniczej. Największym wzniesieniem jest góra Jana Pawła II (dawniej Góra Biskupia), o wysokości 92,3 m n.p.m. Pelplin znajduje się ok. 55 km na południe od Gdańska, 12 km od Starogardu Gdańskiego, 20 km od Tczewa, 32 km od Malborka, 39 km od Kwidzyna, 62 km od Grudziądza, 70 km od Elbląga, 78 km od Gdyni.

## Historia

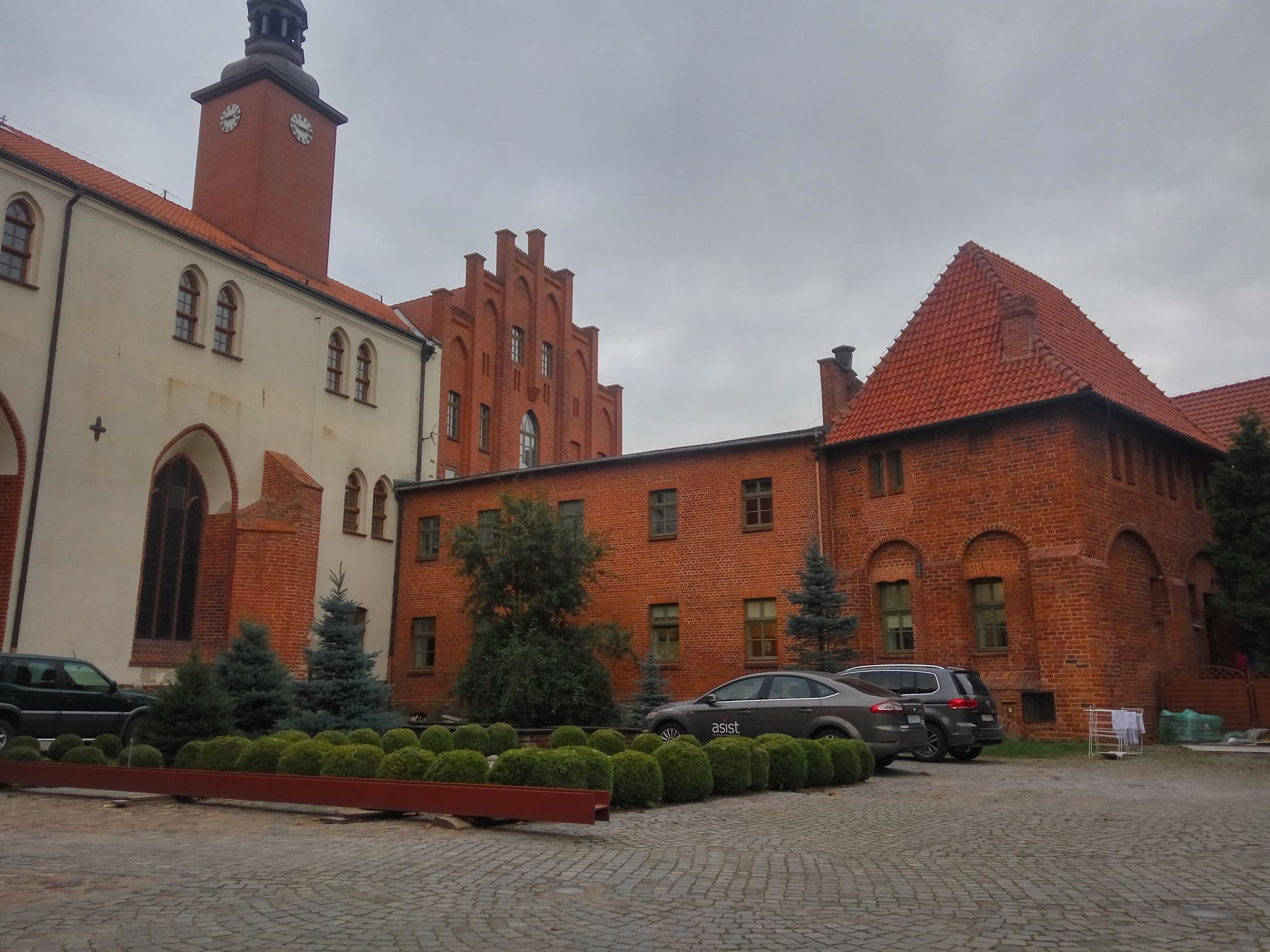
Zabudowa dawnego opactwa

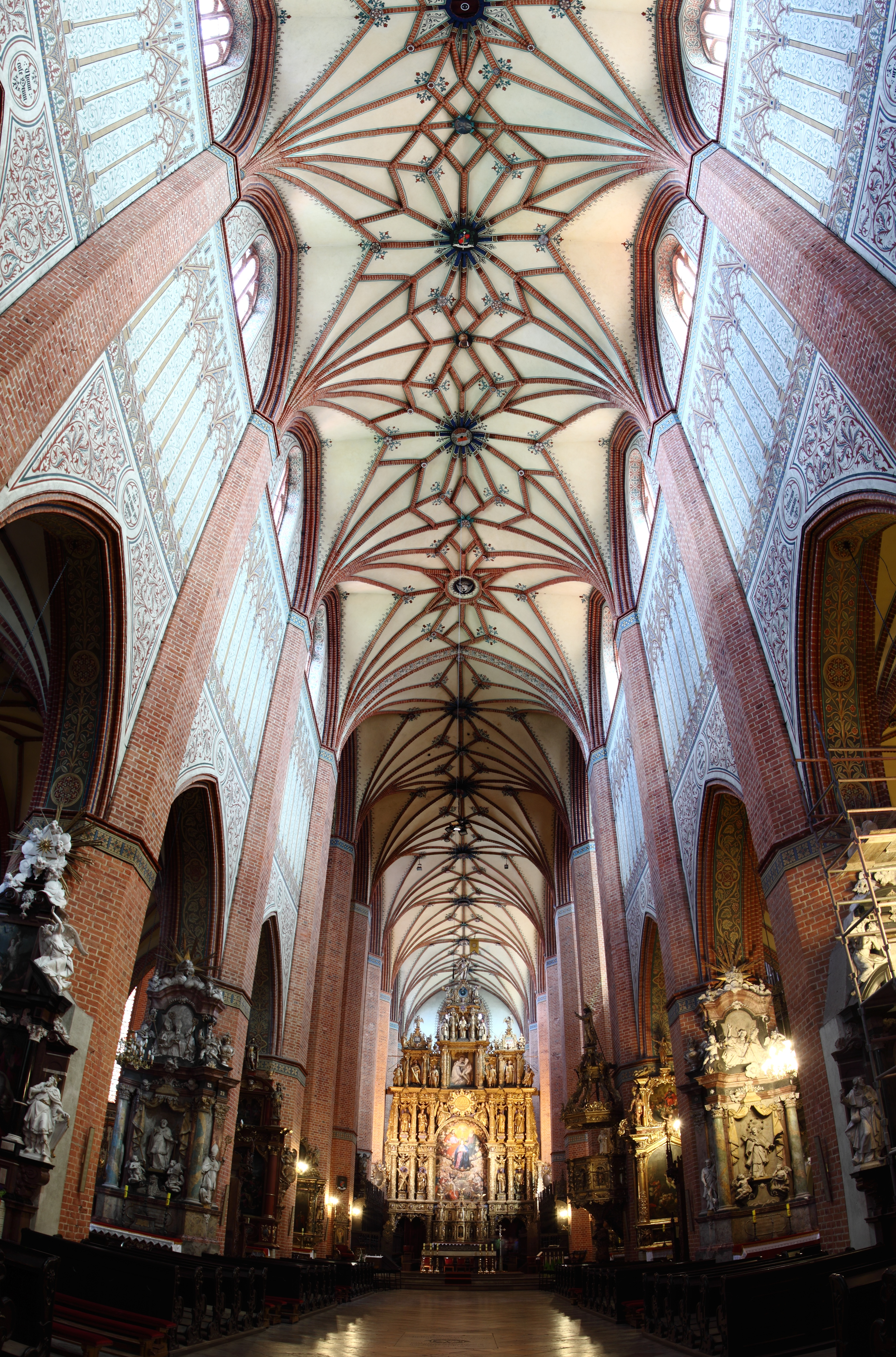
Ołtarz główny Bazyliki Katedralnej - najwyższy w Polsce i drugi na świecie.

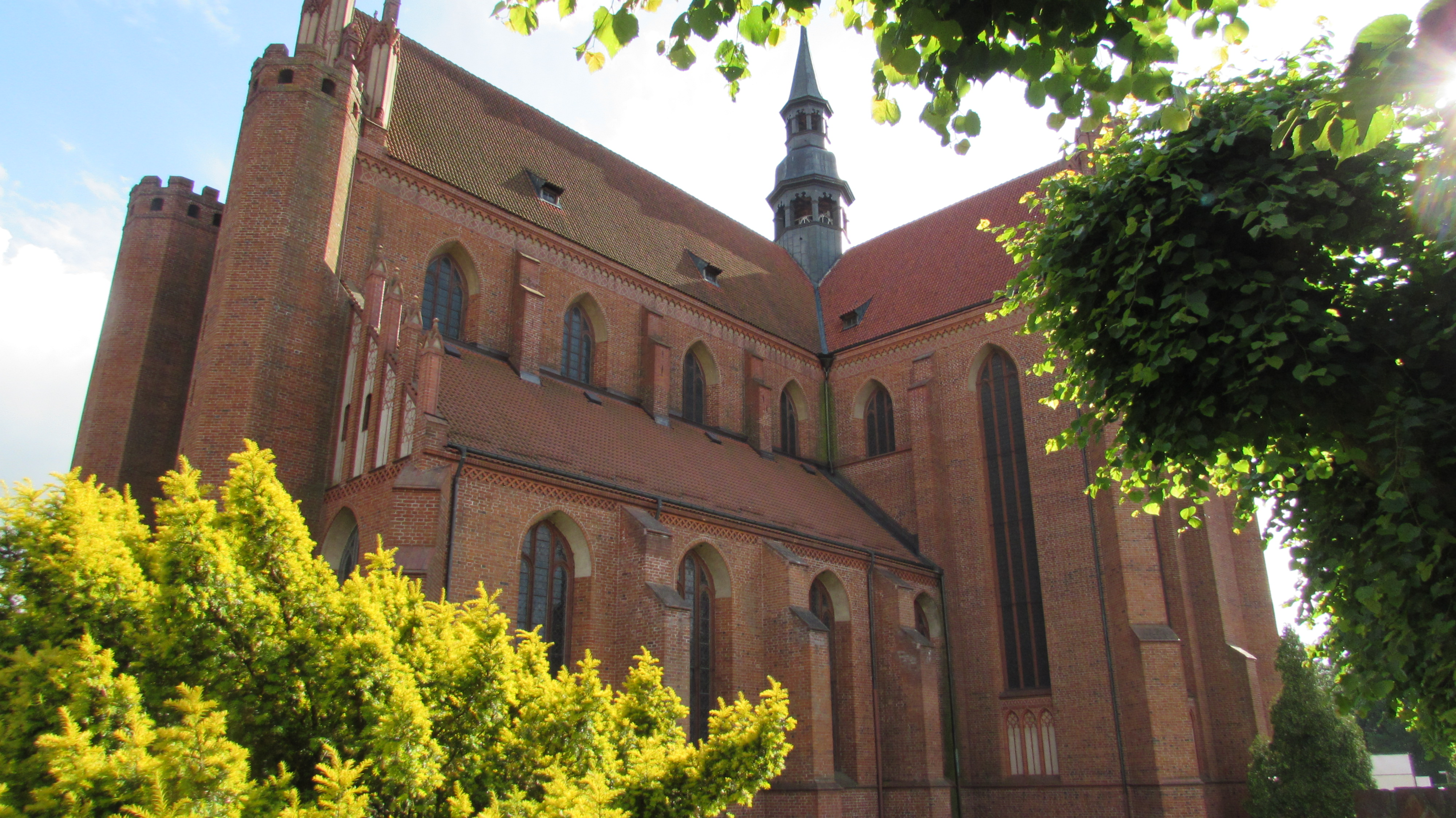
Bazylika Katedralna w Pelplinie jest drugą największą świątynią w Polsce.

### Średniowiecze
Nie wiadomo, kiedy dokładnie założony został Pelplin, pierwsze wzmianki w kronikach to rok 1274. Wtedy książę pomorski Mszczuj II przekazał cystersom wieś Pelplin. Cystersi zaczęli osiedlać się na terenach Pelplina, zbudowali klasztor i prowadzili tam swoją działalność zakonną. W 1433 Pelplin stał się ofiarą najazdu czeskich sierotek pod wodzą Jana Čapka z Sán, który zniszczył wieś, w kolejnych latach odbudowaną.

### Nowożytność

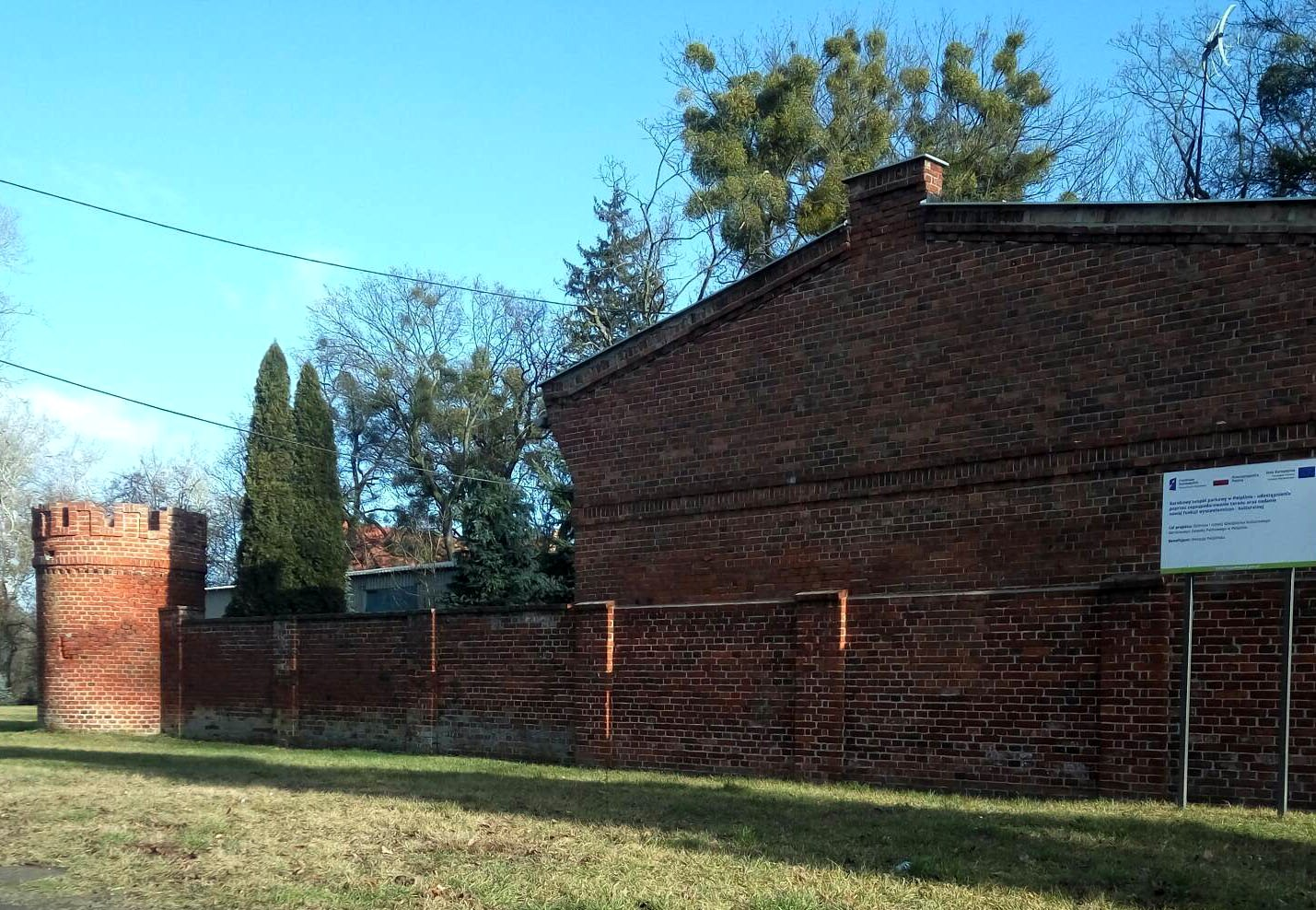
Wieżyczki murów ogrodu biskupiego

Pelplin był odwiedzany przez wielu znanych władców, m.in.: Zygmunta III Wazę w 1623 roku, króla Szwecji Gustawa Adolfa w 1626 roku (ograbiono wówczas bibliotekę pelplińską, największą na Pomorzu), Władysława IV Wazę w 1623 i 1635 roku, Jana III Sobieskiego w 1668 i 1677 oraz wdowę po królu Michale Korybucie Wiśniowieckim królową Eleonorę. W 1659 roku w czasach potopu Szwedzi zniszczyli miejscowość.

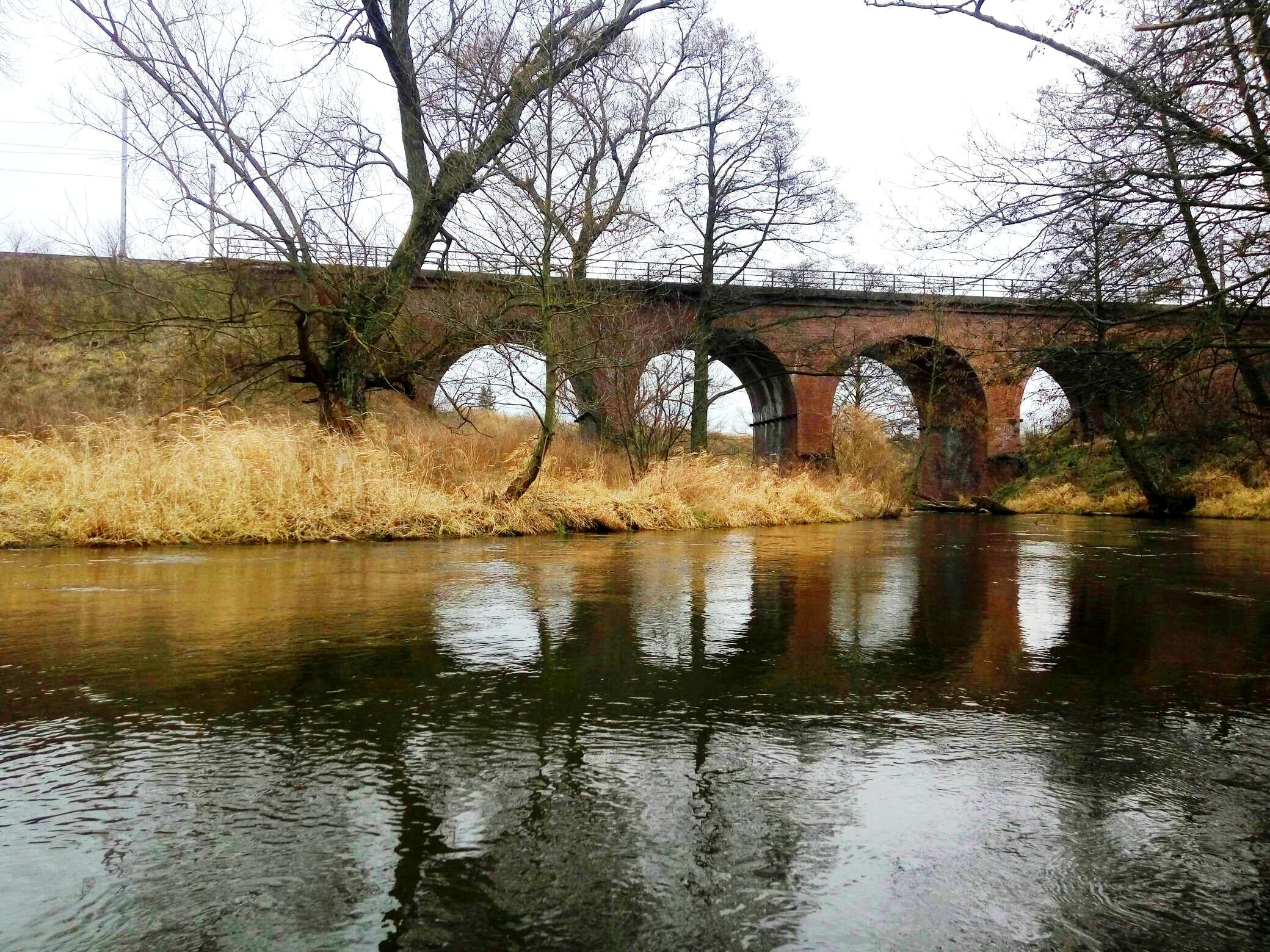
Most kolejowy nad Wierzycą

Po I rozbiorze w 1772 Pelplin przeszedł pod panowanie Prus, wprowadzono wtedy ograniczenia w działalności klasztoru, w 1821 nastąpiła jego kasata. Mimo tego w 1821 roku Pelplin stał się stolicą diecezji chełmińskiej, a w 1836 utworzono Collegium Marianum, jedyną w zaborze pruskim polską szkołę średnią.
W roku 1852 oddano do użytku linię kolejową z Bydgoszczy do Gdańska przebiegającą przez Pelplin. Uroczyste otwarcie żelaznego szlaku z udziałem króla pruskiego Fryderyka Wilhelma IV odbyło się 5 sierpnia 1852 r. Na powitanie monarchy dzień wcześniej udał się do Bydgoszczy biskup Anastazy Sedlag, który towarzyszył królowi aż do Pelplina. Pociąg specjalny z dworem królewskim zatrzymał się przy moście nad Wierzycą (naprzeciwko obecnej ulicy Kościuszki). Tu król Fryderyk wyszedł ze swoją świtą z pociągu i podziwiał nowy most. W 1869 zaczęto wydawanie gazety „Pielgrzym”, a w 1878 zostaje uruchomiona cukrownia.

### Od 1918 do 1939
W 1920 Pelplin, po blisko 148 latach zaboru pruskiego, powrócił do Polski. Oddziały frontu pomorskiego wkraczając do miasta dokonały jego przyłączenia do Polski. Do Pelplina przyjechał generał Józef Haller, którego mieszkańcy hucznie przywitali na pelplińskim dworcu kolejowym. W 1931 roku miastu nadano prawa miejskie, a w 1937 herb w postaci mitry biskupiej.

### II wojna światowa
Wybuch II wojny światowej otworzył najbardziej tragiczny rozdział w historii Pelplina. Seminarium Duchowne stało się m.in. więzieniem, gdzie przeprowadzano połączone z torturami przesłuchiwania więźniów. W pozostałych zabudowaniach seminaryjnych Niemcy utworzyli szkołę policyjną, z czasem zakwalifikowaną jako filia obozu koncentracyjnego w Stutthofie. Samą bazylikę zaś sprofanowali. – Odbyła się tu promocja oficerska, tyłem do ołtarza, z hitlerowskimi flagami na organach. 20 października 1939 r. po procesji, jaka przeszła przez miasto, zamordowano pelplińskich profesorów, kanoników i pracowników kurii, którzy znajdowali się na miejscu. Śmierć poniosło także kilku świeckich mieszkańców Pelplina. Podczas bombardowania miasta jedna z bomb wpadła do środka katedry, za prezbiterium, ale nie wybuchła.

### Czasy współczesne
W 1990 r. wybrano pierwszą samorządną radę miasta i gminy. W 1992 roku miasto zostało stolicą nowej diecezji pelplińskiej, a pierwszym biskupem został ksiądz prof. dr hab. Jan Bernard Szlaga. W 1993 r. powstało wydawnictwo Bernardinium, w 1994 Radio Głos, a w 1989 nastąpiła reaktywacja "Pielgrzyma".
Najważniejszym wydarzeniem w tym okresie był pobyt Jana Pawła II dnia 6 czerwca 1999 roku. To jedyna w historii pielgrzymka papieża na Ziemię Kociewską. Podczas wizyty w Pelplinie Ojciec Święty celebrował mszę świętą na górze w pobliżu miasta, w której wzięło udział ponad 300 tys. wiernych. Papież zatrzymał się na posiłku w rezydencji biskupa pelplińskiego Jana Bernarda Szlagi oraz modlił się w bazylice katedralnej. Miasto w związku z wizytą Ojca Świętego przeszło w 1998 r. gruntowną modernizację, zaś w  2010 r. została otwarta obwodnica.

### Nazwa miasta
W tekstach średniowiecznych pojawiają się nazwy: Poplin (1274), Polplyn (1298), Poplin (1301), Polpelin (1306), a później Paplin lub Peplin (1583). Nazwę tę wywodzono dawniej od rzeczownika „pło”, czyli wyspy na jeziorze. Dziś przeważa opinia, że jest ona patronimiczna i pochodzi od nazwiska Pepła.

### Kalendarium dziejów miasta
- 1258 – sprowadzenie cystersów z Doberanu do Pogódek
- 1274 – książę pomorski Mszczuj II darował cystersom wieś Pelplin
- 1276 – konwent cysterski na czele z opatem Wernerem przenosi się z Pogódek do Pelplina
- 1281 – cysterska wieś Lignowy została przekazana Krzyżakom
- 1343 – 8 lipca Pelplin spod władztwa polskiego trafił pod panowanie państwa zakonu krzyżackiego (Pokój kaliski).
- 1433 – klasztor pelpliński padł ofiarą najazdu czeskich sierotek pod wodzą Jana Čapka z Sán
- 1466 – w wyniku pokoju toruńskiego miejscowość wróciła w granice państwa polskiego spod panowania krzyżackiego

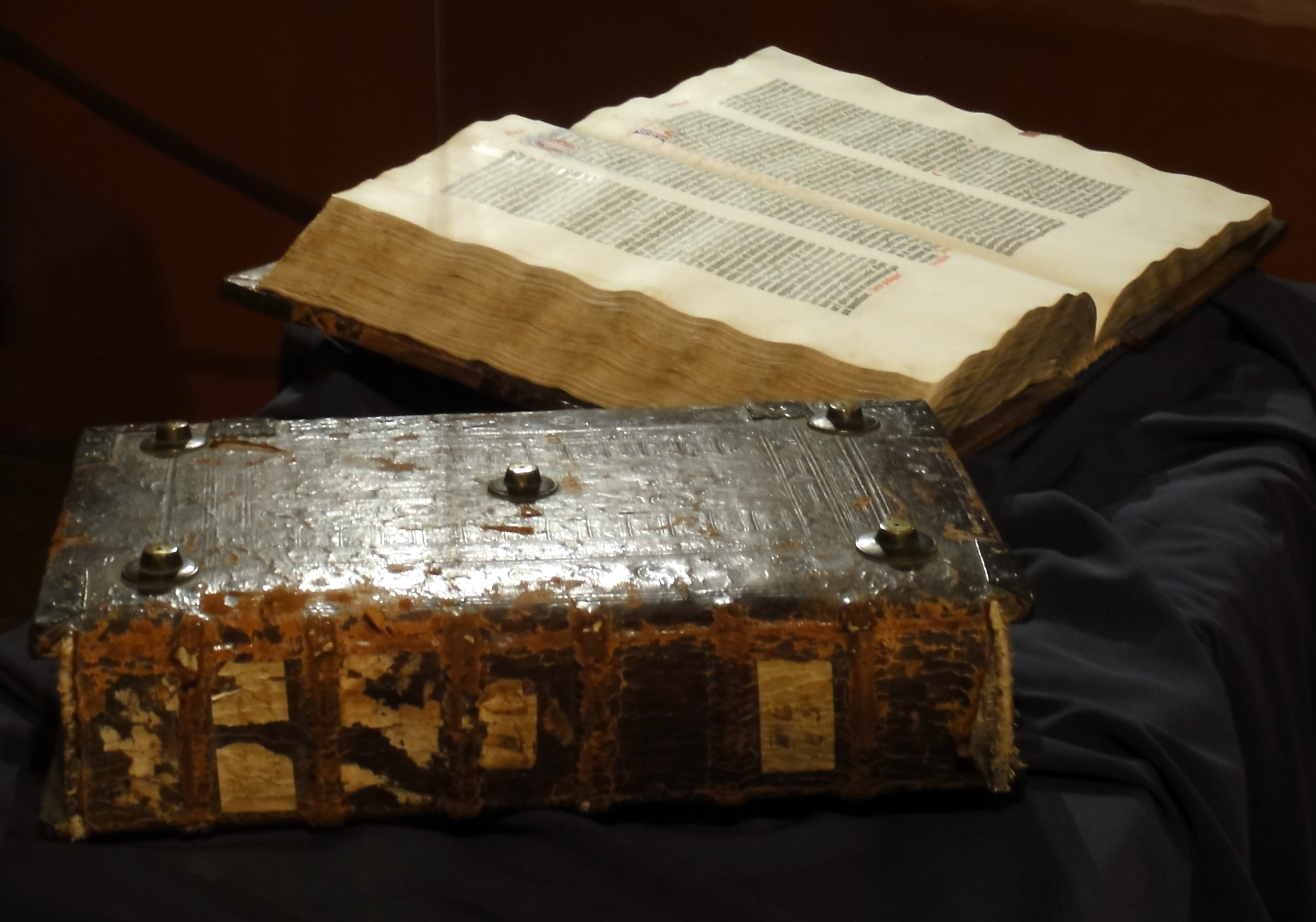
XV-wieczna Biblia Gutenberga ze zbiorów Muzeum Diecezjalnego w Pelplinie

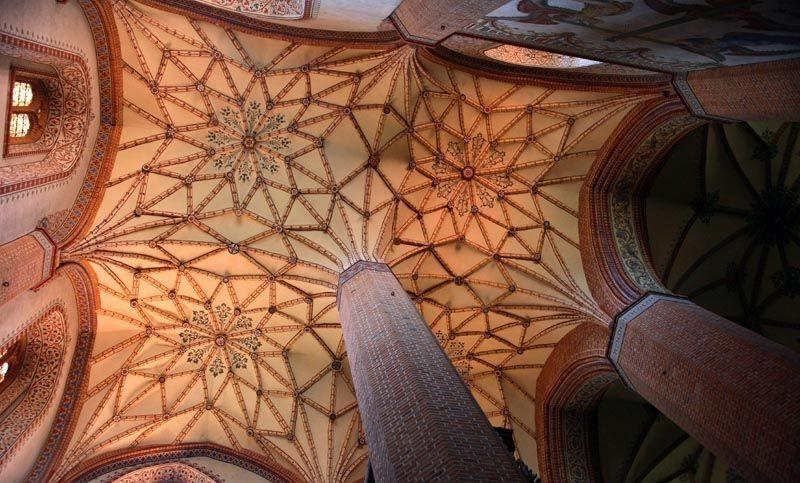
XVI-wieczne sklepienie w bazylice katedralnej

- 1623 – pobyt króla polskiego Zygmunta III Wazy wraz z królewiczem Władysławem
- 1626 – król szwedzki Gustaw Adolf podziwiał obraz Hermana Hana w kościele opactwa
- 1635 – król Polski Władysław IV Waza odwiedza Pelplin z okazji podpisywania rozejmu w Sztumskiej Wsi
- 1659 – Szwedzi podczas „potopu” dokonują kradzieży w dobrach cysterskich i niszczą je
- 1668 – pobyt Hetmana Wielkiego Koronnego i Jana III Sobieskiego w klasztorze pelplińskim
- 1675 – klasztor odwiedza królowa Eleonora, wdowa po polskim królu Michale Wiśniowieckim
- 1677 – Jan III Sobieski z rodziną gościł w opactwie cysterskim
- 1772 – po I rozbiorze Polski Pelplin wraz z większością Pomorza Gdańskiego trafia do zaboru pruskiego
- 1776 – prawo ogranicza przyjmowanie nowicjuszy do klasztoru tylko za zgodą władz pruskich
- 1807 – w klasztorze, w drodze do Gdańska, stacjonowała dywizja gen. Ménarda.
- 1810 – zakaz przyjmowania kandydatów do klasztoru cystersów w Pelplinie
- 1821 – papież Pius VII zmienia terytorium diecezji chełmińskiej, jej stolicą zostaje Pelplin, a kościół pocysterski katedrą
- 1823 – przeniesiono oficjalnie stolicę biskupów chełmińskich do Pelplina
- 1823 – po 548 latach istnienia następuje zniesienie (kasata) opactwa cysterskiego w Pelplinie
- 1824 – biskup chełmiński obejmuje kościół pocysterski
- 1829 – przeniesiono z Chełmna do Pelplina seminarium duchowne
- 1836 – założono szkołę katedralną – słynne Collegium Marianum
- 1852 – oddano do użytku linię kolejową. Wizyta króla pruskiego Fryderyka Wilhelma IV
- 1859 – zmarł ostatni z cystersów pelplińskich Wilhelm Miecznikowski
- 1869 – rozpoczęto wydawanie „Pielgrzyma”, reaktywowanego po wojnie w 1989 r.
- 1878 – uruchomiona została cukrownia pelplińska[14]
- 1920 – powrót Pelplina do Polski. Wizyta generała Józefa Hallera w Pelplinie
- 1931 – nadanie praw miejskich, a w 1937 r. herbu w postaci mitry biskupiej
- 1939 – początek okupacji niemieckiej
- 1939 – Krwawa jesień pelplińska
- 1945 - wkroczenie do Pelplina żołnierzy 2 Armii Uderzeniowej Armii Czerwonej zakończyło 8 marca okupację niemiecką[15].
- 1992 – Pelplin został stolicą diecezji pelplińskiej, a pierwszym biskupem zostaje ksiądz prof. dr hab. Jan Bernard Szlaga
- 1993 – powstanie Wydawnictwa Bernardinum
- 1994 – powstaje Radio Głos
- 1998 – gruntowna modernizacja ulic miasta (w tym ul. Mickiewicza, ul. Sambora) z okazji wizyty Ojca Świętego – Jana Pawła II
- 1999 – z pielgrzymką apostolską przybył Jan Paweł II
- 2010 – otwarcie obwodnicy miasta
- 2011–2014 – Prezydent RP Bronisław Komorowski dwukrotnie odwiedza Pelplin. W czasie swojej drugiej wizyty w 2014 r. dokonał uroczystego aktu wpisania zespołu pocystersko-katedralnego w Pelplinie na listę Pomników Historii[16].
- 2018 – Prezydent RP Andrzej Duda, oraz premier Mateusz Morawiecki odwiedzają Pelplin[17].

### Zestawienie chronologiczne przynależności Pelplina
Przez lata swojej historii Pelplin był kolejno częścią:
- ???–1227:  Królestwa Polskiego
- 1227–1294:  Księstwa Pomorskiego
- 1294–1308:  Królestwa Polskiego
- 1308–1454:  Zakonu krzyżackiego
- 1454–1466: ziem spornych podczas wojny trzynastoletniej
- 1466–1569:  Królestwa Polskiego
- 1569–1793:  Rzeczypospolitej Obojga Narodów
- 1793–1871:  Królestwa Prus
- 1871–1918:  Cesarstwa Niemieckiego
- 1918–1920:  Republiki Weimarskiej
- 1920–1939:  II Rzeczypospolitej
- 1939–1945:  Niemiec nazistowskich (Gdańsk-Prusy Zachodnie)
- 1945–obecnie:  Rzeczypospolitej Polskiej (1952–1989  Polskiej Rzeczypospolitej Ludowej)

## Środowisko

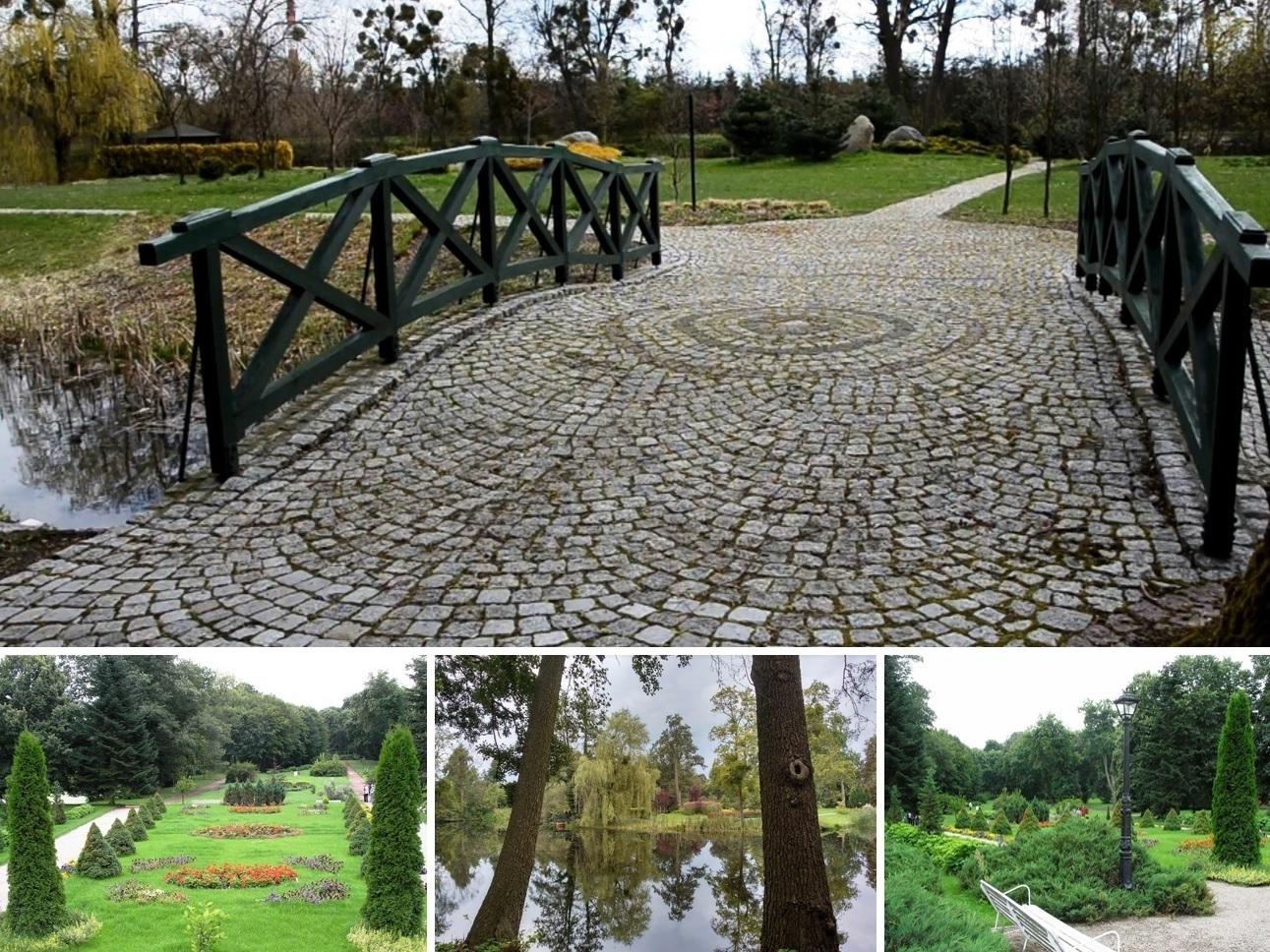
Ogród biskupi

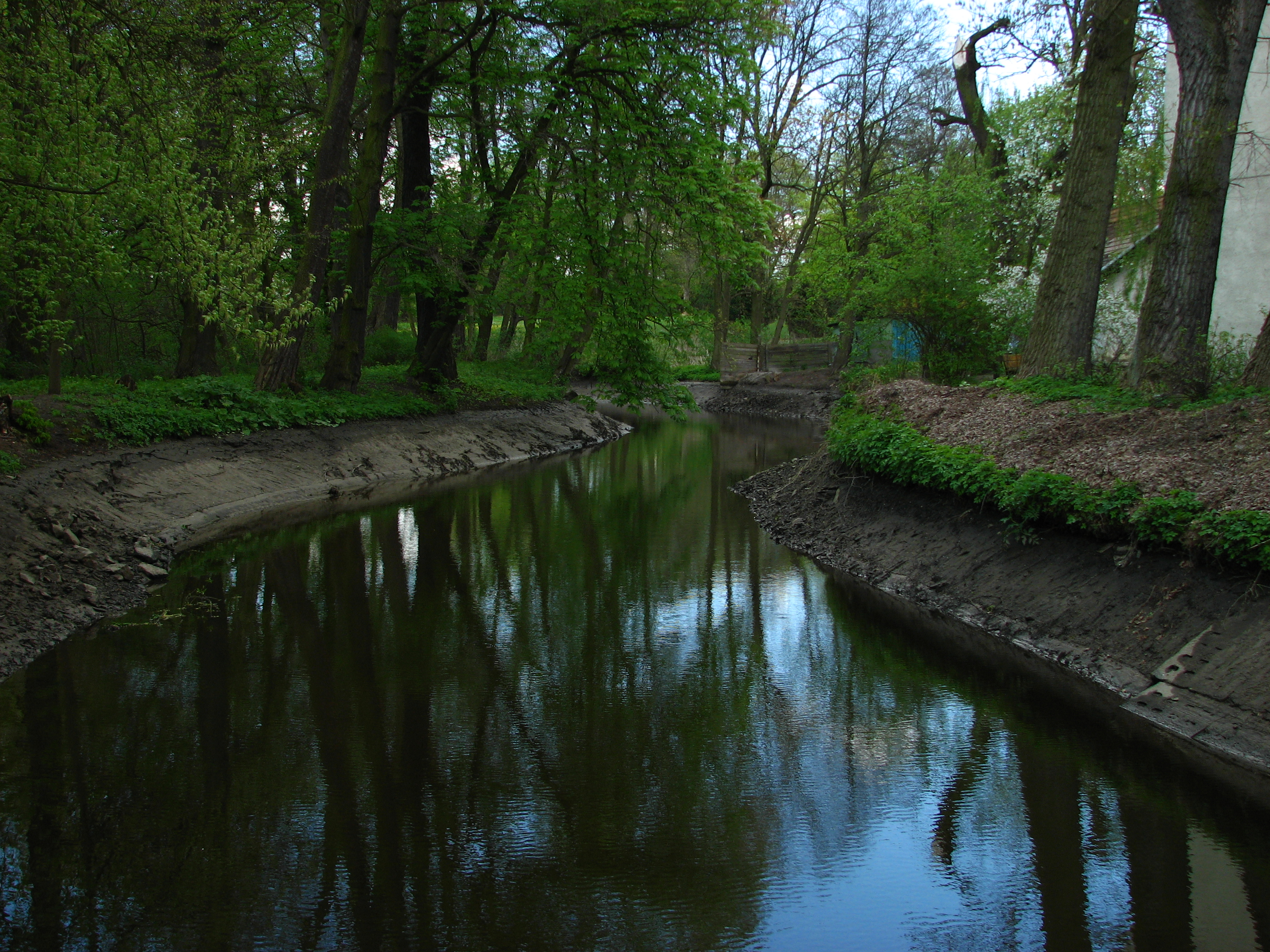
Rzeka Wierzyca w Pelplinie

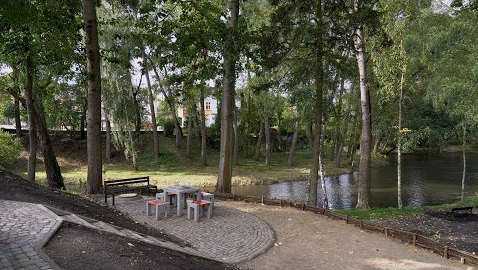
Skwer miejski nad Wierzycą

Kamienica Teofila Sikorskiego (dawniej Hotel Sikorski), oraz Rabala Residence

Zabytkowa kamienica na Placu Grunwaldzkim

### Klimat
Średnia roczna temperatura w mieście wynosi 7,0 °C. W tym obszarze średnioroczne opady to 547 mm. Najsuchszym miesiącem jest luty (23 mm opadów). Największe opady pojawiają się w czerwcu ze średnią 72 mm. Najcieplejszym miesiącem w roku jest lipiec, ze średnią temperaturą 16,8 °C, natomiast najniższa średnia temperatura w roku występuje w styczniu i wynosi ok. -3,5 °C. Różnica w opadach pomiędzy najsuchszym a najwilgotniejszym miesiącem wynosi 49 mm. Wahania temperatury w trakcie roku wynoszą 20,3 °C.

### Lasy
Pelplińskie lasy wchodzą w skład Nadleśnictwa Starogard, które jest jednym z piętnastu nadleśnictw Regionalnej Dyrekcji Lasów Państwowych w Gdańsku.
- Pelplin – Nadleśnictwo – las położony przy drodze wojewódzkiej nr 229
- Las przy  Hilarowie – położony niedaleko drogi wojewódzkiej nr 230
- tzw.  Dębówka, płd. strona miasta (przy drodze na Ornasowo), las mieszany
- tzw. Lasek – Pólko, przy ulicy Słowackiego

### Pomniki przyrody
Na terenie miasta znajdują się 4 pomniki przyrody.

### Parki i skwery
- Park i Ogród Biskupi
- Rodzinny Park przy ul. Kopernika
- Skwerek przy Poczcie
- Przystań kajakowa, skwer nad rzeką Wierzyca
- Skwerek przy ulicy Kościuszki (dawniej Małpi Gaj)

### Wody (rzeki)
Na terenie Pelplina znajduje się kilka zbiorników wodnych. Niektóre z nich mają dość dużą wartość przyrodniczą i krajobrazową. W ogrodach biskupich znajduje się staw parkowy, malowniczo usytuowany, otoczony rzeką Wierzycą, która rozdziela się w kilku miejscach, tworząc gałęzie rozlewające się po terenie miasta. Jest również jaz spiętrzający wodę, który otoczony jest zielenią. Niedaleko miasta płynie druga rzeka o nazwie Węgiermuca, która jest prawym dopływem Wierzycy. Na terenie Gminy Pelplin znajduje się tzw. Nizina Walichnowska, przez którą przepływa Wisła.

## Demografia

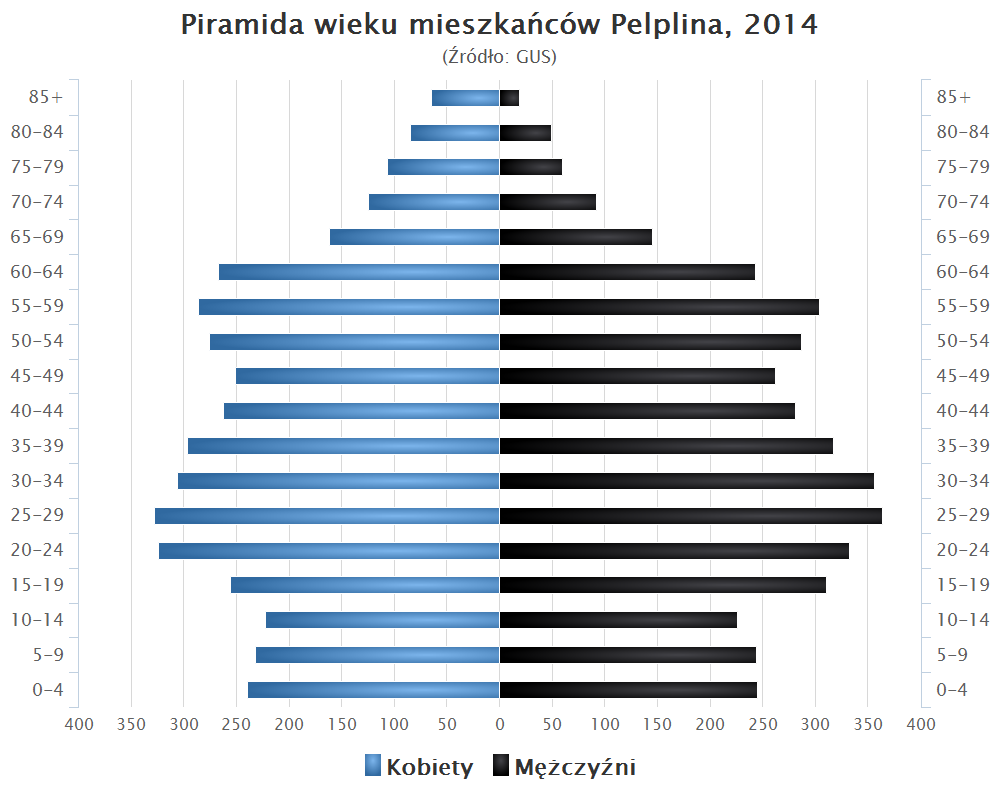
Piramida wieku mieszkańców Pelplina w 2014 roku

Miasto Pelplin zamieszkuje 8065 mieszkańców. Gęstość zaludnienia na terenie miasta wynosi 1813 osób/km². Mieszkańcy miasta Pelplin stanowią obecnie 48,5% wszystkich mieszkańców gminy.
W ujęciu ogólnym liczba mieszkańców miasta, mimo wahań, utrzymuje się na stałym poziomie. Struktura ekonomiczna grup wiekowych w mieście Pelplin jest stosunkowo korzystna. Według danych Urzędu Miasta i Gminy Pelplin największą liczbę mieszkańców gminy stanowią osoby w wieku produkcyjnym – jest ich 5 222, co stanowi 64,7% ogółu mieszkańców miasta. Kolejną najliczniejszą grupa są mieszkańcy w wieku przedprodukcyjnym (17 lat i mniej) – 1580 osób, co daje 19,6% ogółu ludności. Najmniejszą, choć znaczącą grupę stanowią mieszkańcy w wieku poprodukcyjnym – 1263 osoby, co stanowi 15,7% ogółu mieszkańców miasta.

## Układ urbanistyczny
Pelplin ma wiele zabytków architektury  w stylu gotyku, poprzez barok do klasycyzmu. Rozwój urbanistyczny Pelplina związany był z integracją kościoła cysterskiego z obszarem przemysłowo-handlowym w pobliżu dworca kolejowego. Tereny pomiędzy tymi obiektami zaczęto integrować ulicami, wzdłuż których powstawały obiekty użyteczności publicznej, m.in. hotele, sklepy, banki, zajazdy oraz urzędy. Dzisiejszy układ urbanistyczno-krajobrazowy Pelplina  to przestrzenny zespół wielkomiejskich kamienic z poziomami handlowymi położonych w centrum miasta. Układ ten wpisany jest do rejestru zabytków

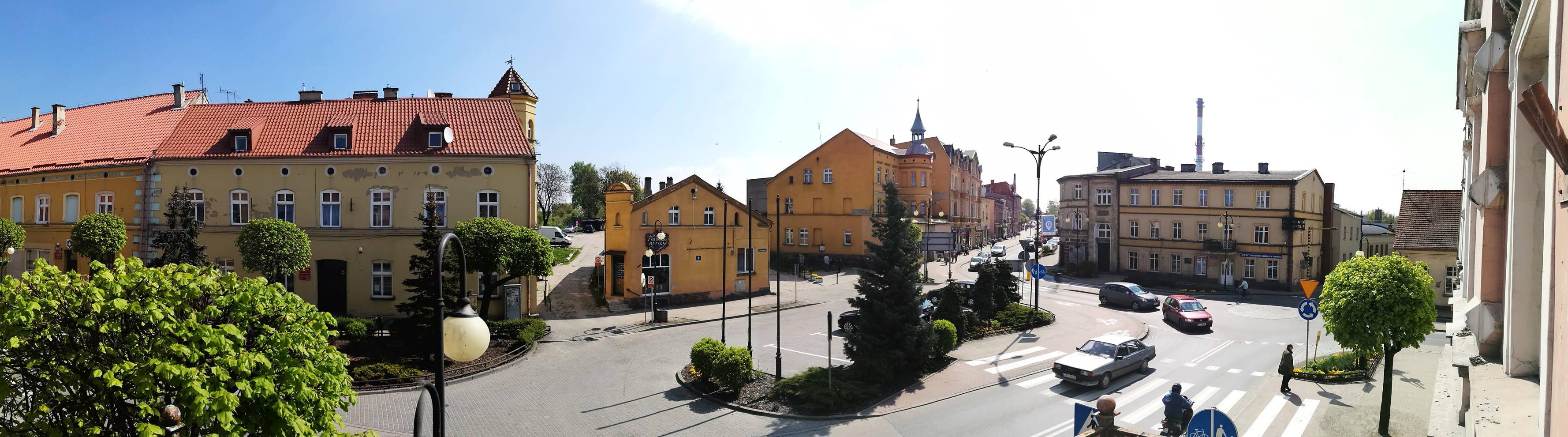
Panorama dawnego rynku pelplińskiego

## Gospodarka
Główne sektory gospodarki:
- Handel
- Rolnictwo
- Usługi

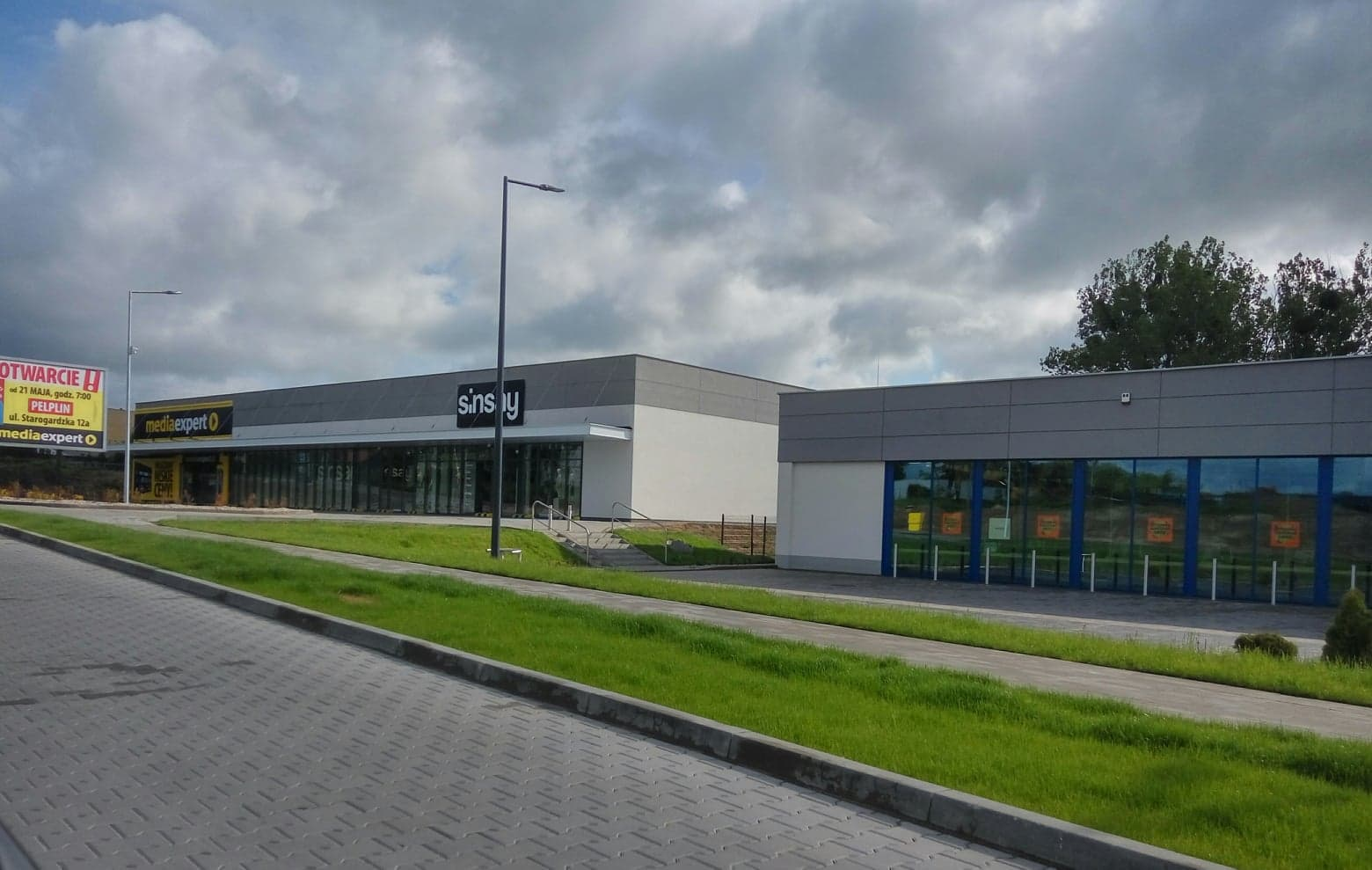
Centrum handlowe Retail Park

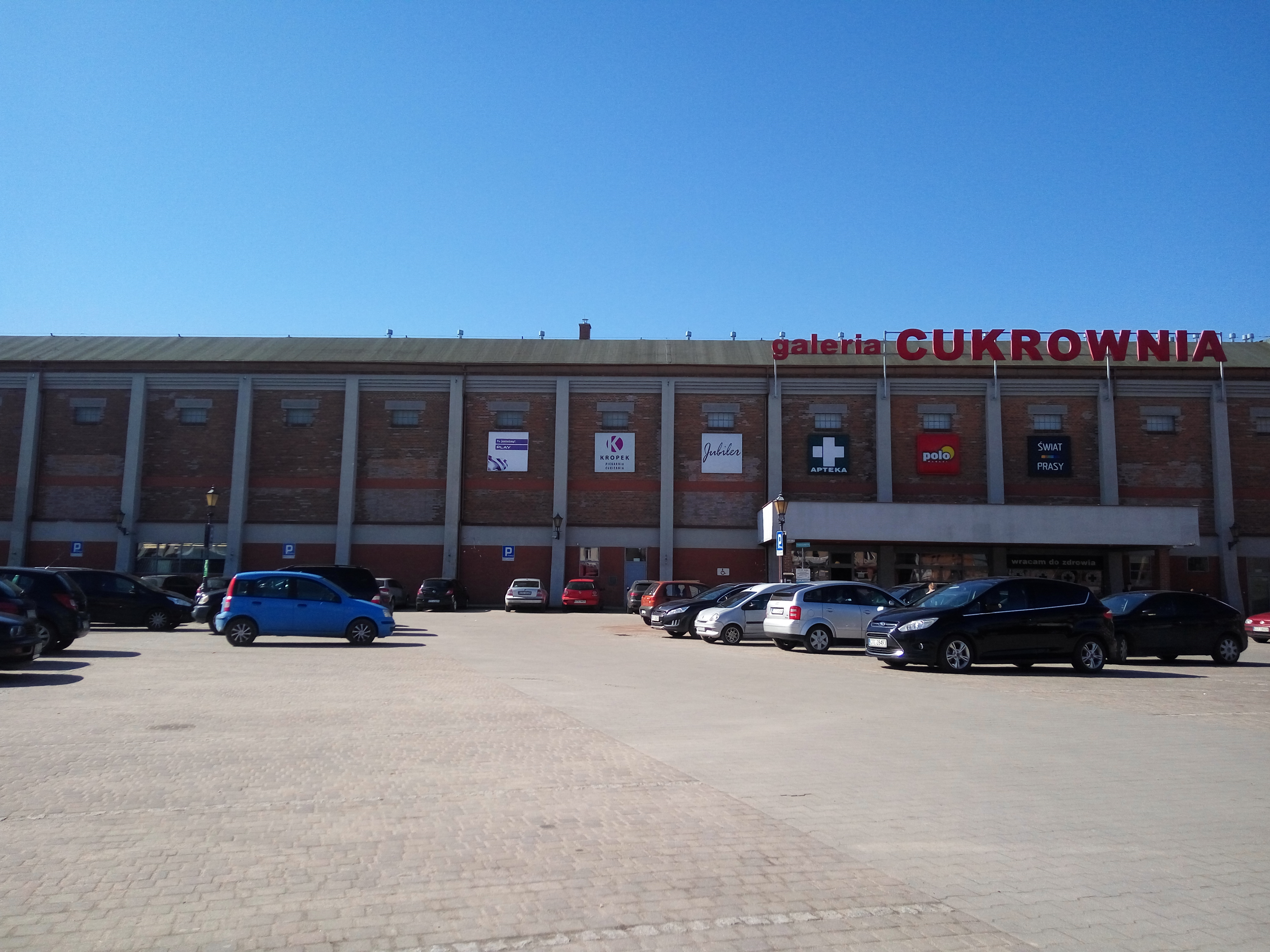
Galeria Cukrownia

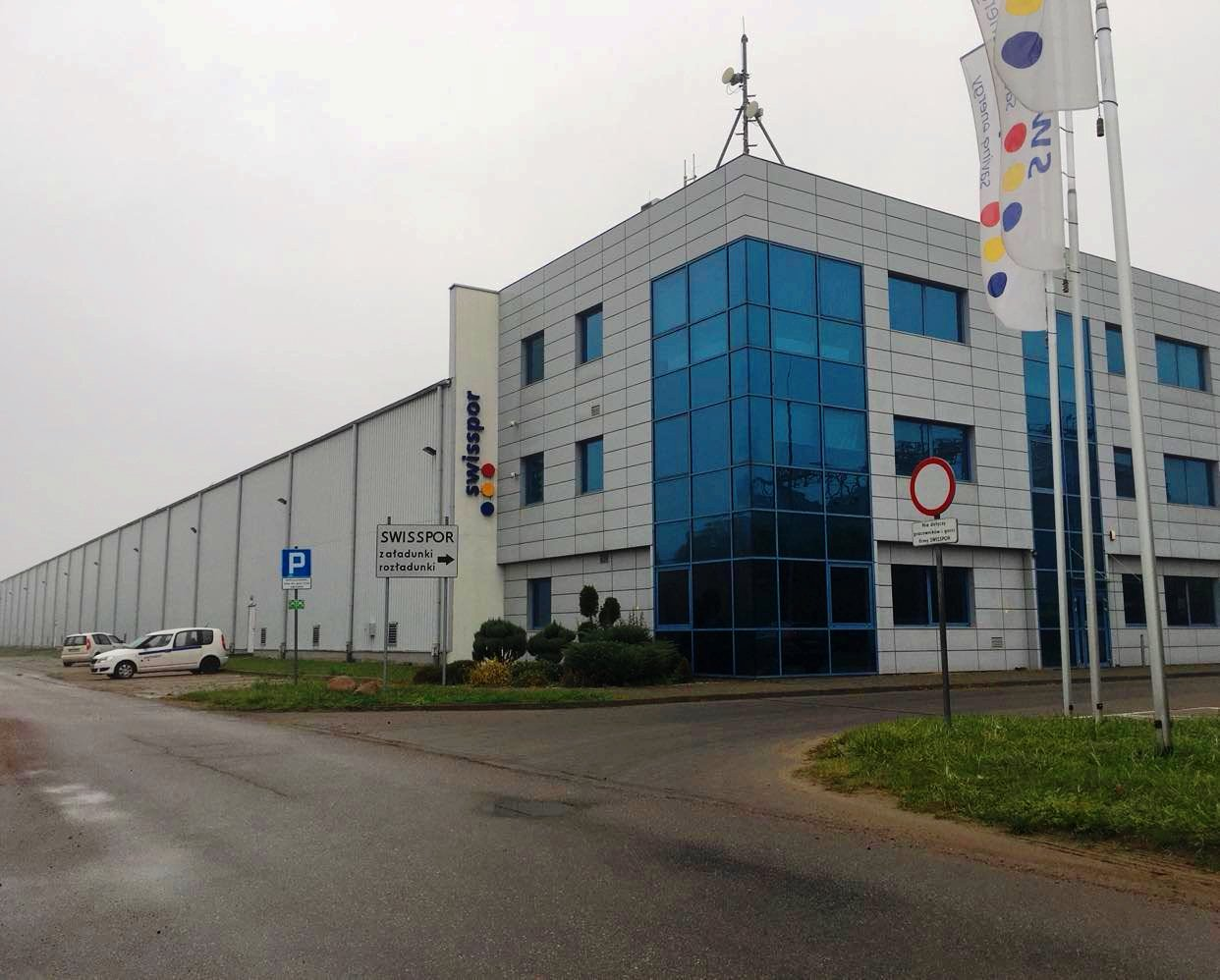
Swisspor Polska sp. z o.o.

Największe przedsiębiorstwa:
- Wydawnictwo „Bernardinum” Sp. z o.o.
- „Colmec” Sp. z o.o.
- Zakład Masarski „Rąbała”
- Zakłady Mięsne „Michna” Sp. z o.o.
- Swisspor Polska Sp. z o.o.
- Pelkom Sp. z o.o.
- Piekarnia i ciastkarnia Meler

### Handel
W Pelplinie znajduje się kilka wielkopowierzchniowych sklepów handlowych, takich jak Biedronka, PoloMarket, Rossmann, Pepco, Lidl, Sinsay, MediaExpert, galeria handlowa „Cukrownia”, a także małe supermarkety. Na terenie miasta działa targowisko miejskie im. Bolesława Knasta.

### Inwestycje
- W 2019 r. rozpoczęła się budowa nowoczesnego osiedla oraz centrum rekreacyjnego z hotelem na terenie po dawnej cukrowni[23].
- W 2019 r.  zaczęła się rewaloryzacja Ogrodów Biskupich – zabytkowego zespołu parkowego, znajdującego się na terenie dawnego opactwa cysterskiego. Projekt Diecezji Pelplińskiej, współfinansowany przez Ministerstwo Kultury i Dziedzictwa Narodowego ze środków Europejskiego Funduszu Rozwoju Regionalnego ma na celu uczynienie z Ogrodów kolejnej atrakcji w mieście[24].
- W miejscowości Rajkowy (gm. Pelplin) od 2012 r. planowano budowę węglowej Elektrowni Północ. Siłownia z infrastrukturą miała zająć położony nad Wisłą teren o pow. ok. 90-200 ha i spalać rocznie 4,5 mln ton węgla. Koszt realizacji inwestycji miał wynieść 12 mld zł, a zainteresowanym inwestorem była Spółka Elektrownia Północ, należąca do międzynarodowej grupy Kulczyk Investments SA. Ze względów formalnoprawnych budowa nigdy nie została zapoczątkowana[25] na skutek odwołań od decyzji o pozwoleniu na budowę oraz decyzji środowiskowych, składanych przez mieszkańców regionu i organizacje ekologiczne. Pozwolenie na budowę zostało uchylone w lutym 2013 przez Wojewódzki Sąd Administracyjny, a po ponownym jego wydaniu przez starostę tczewskiego, 30 grudnia 2015 uchylił je powtórnie wojewoda pomorski[26].

## Turystyka

### Zabytki

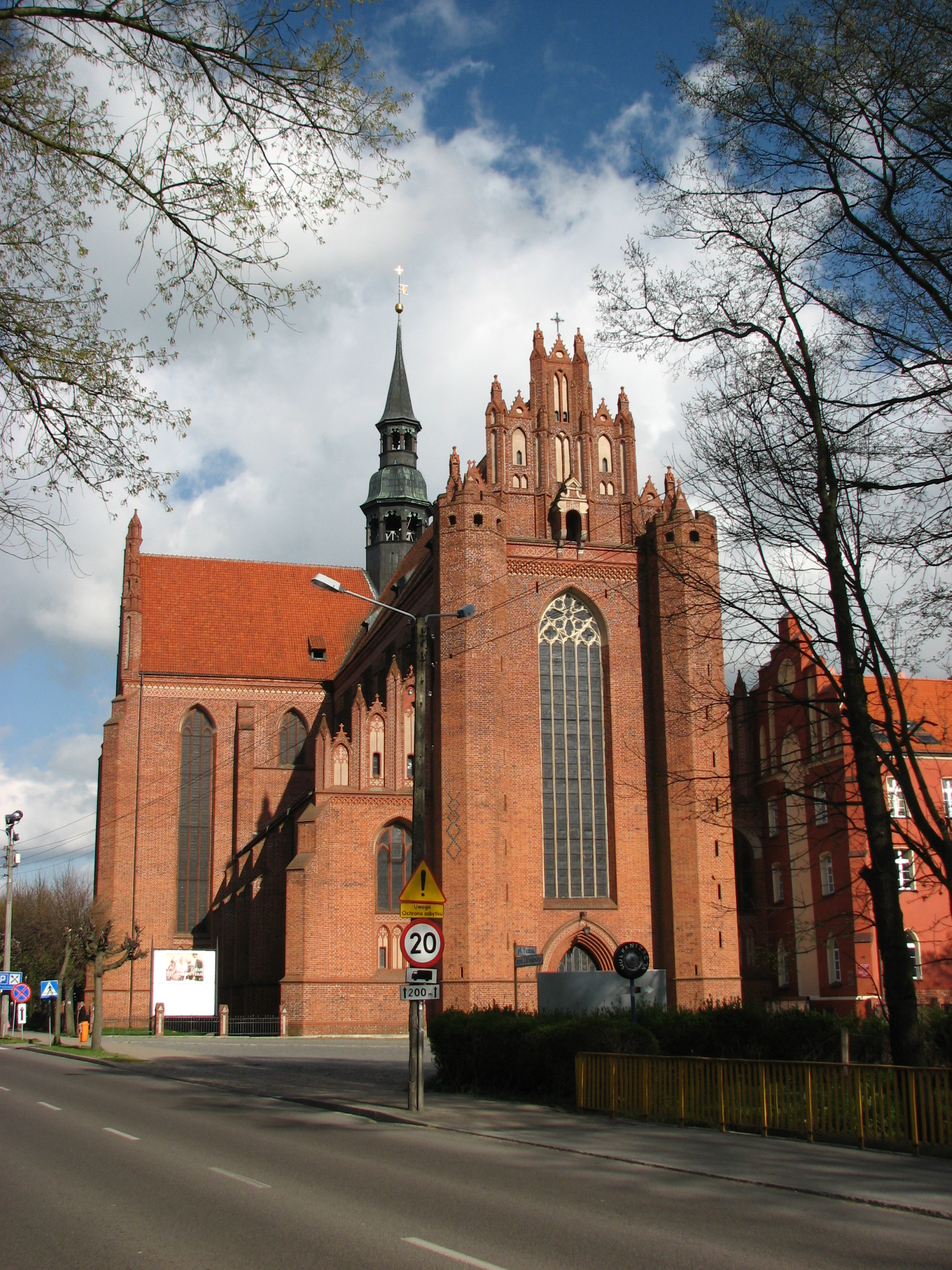
Bazylika katedralna Wniebowzięcia NMP

Pelplin, dzięki swoim zabytkom, jest jednym z bardziej rozpoznawalnych miast w województwie pomorskim. Nazywany bywa "Pomorskimi Atenami". Co roku miasto odwiedza wielu turystów, a ranga turystyczna sukcesywnie rośnie. Największe znaczenie dla turystyki ma zespół pocystersko-katedralny wpisany na Listę Pomników Historii, a także Biblia Gutenberga wpisana na Listę UNESCO. W Pelplinie działa Diecezjalne Centrum Informacji Turystycznej.

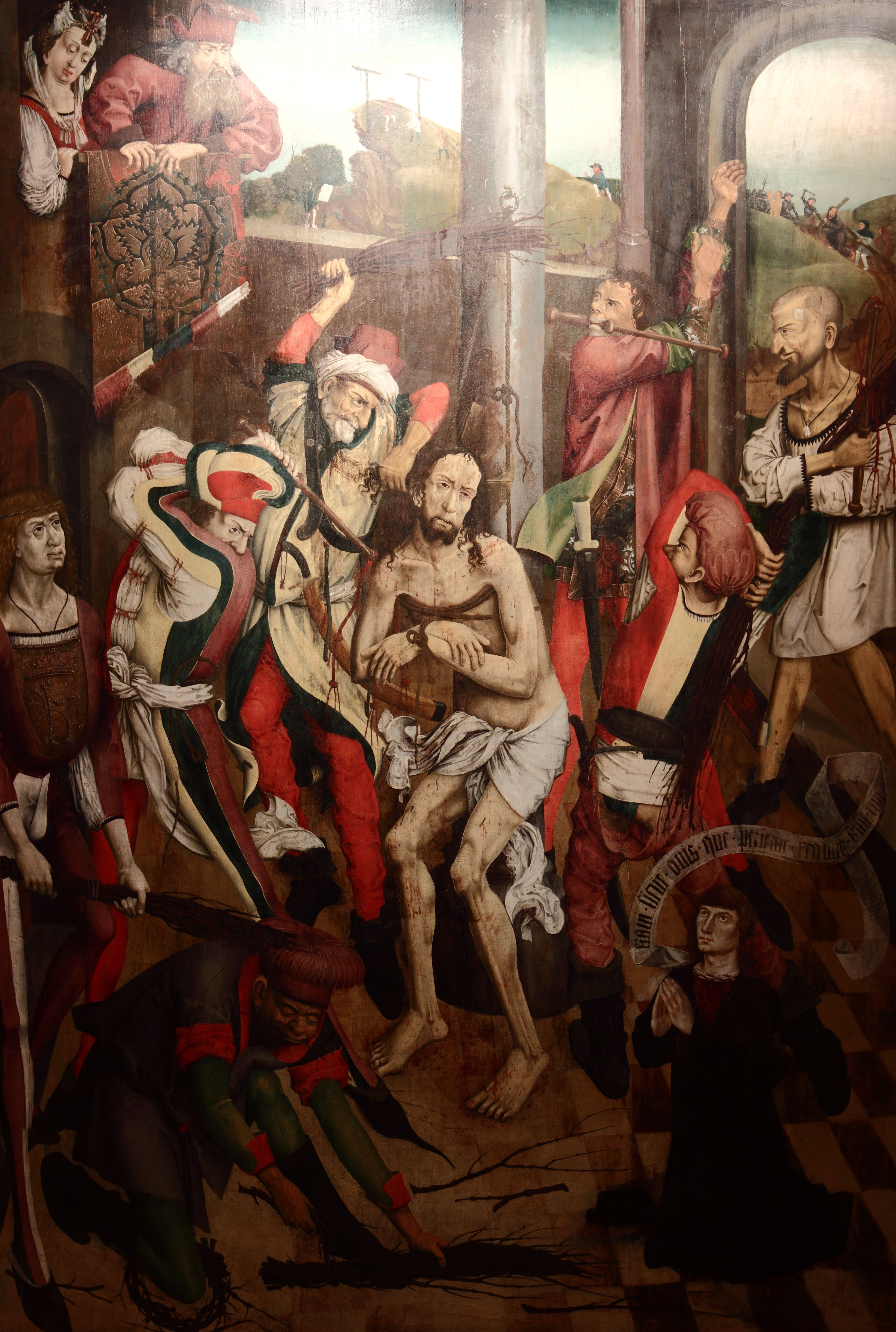
Muzeum Diecezjalne w Pelplinie

- Gotycki pocysterski zespół klasztorny
  - kościół z końca XIII do połowy XIV wieku, sklepienia z XIV, XV w. i 1557 r. (Antoni Schultes z Gdańska), odnawiany i częściowo rekonstruowany w latach 1894–1899, duża trójnawowa bazylika katedralna Wniebowzięcia Najświętszej Maryi o układzie nawy głównej imitującej układ halowy, z prosto zamkniętym prezbiterium i transeptem; bogate wyposażenie wnętrza – gotyckie stalle z połowy XV w., jedne z najcenniejszych w Polsce, o bogatej dekoracji; wielki manierystyczny ołtarz główny z lat 1623–1624 z obrazami Hermana Hana (Koronacja Marii, Wizja św. Bernarda) oraz bogatą dekoracją rzeźbiarską; manierystyczne ołtarze w nawach bocznych i przy filarach nawy głównej z obrazami Hermana Hana (słynny Pokłon pasterzy), A. Stecha, B. Strobla.
  - Do kościoła od południa przylega budynek dawnego klasztoru z XIV w. – trójskrzydłowy z wirydarzem i otaczającymi go krużgankami, w których znajdują się malowidła gotyckie z XV wieku oraz obrazy z końca XVII w. malowane przez A. Stecha i twórców z jego warsztatu.
- Kościół Bożego Ciała – gotycki z około 1417 roku; w drugiej połowie wieku XVII stał się kościołem parafialnym rozwijającej się wokół klasztoru osady wiejskiej.
- Zabytkowy cmentarz z XIX wieku przy kościele Bożego Ciała w Pelplinie[31].
- Muzeum Diecezjalne – z bogatymi zbiorami sztuki gotyckiej (Biblia Gutenberga) oraz Tabulaturą pelplińską – jednym z najcenniejszych i najobszerniejszych zabytków muzycznych  XVII-wiecznej Europy.
- Klasycystyczny Pałac Biskupi z około 1837 r.
- Ogrody biskupie – barokowy zespół parkowy[32], oraz wirydarz.
- Ogrody seminaryjne.
- Kamienica z zegarem (Dawny Pielgrzym) wyróżniająca się bogatym wystrojem architektonicznym elewacji nawiązującym do secesji, wpisana do Krajowego Rejestru Zabytków.
- Zabytkowe kamienice przy ulicy Mickiewicza, oraz ulicy Sambora.
- Dwory przy ulicy Kanonickiej.

Układ urbanistyczno-krajobrazowy miasta Pelplin
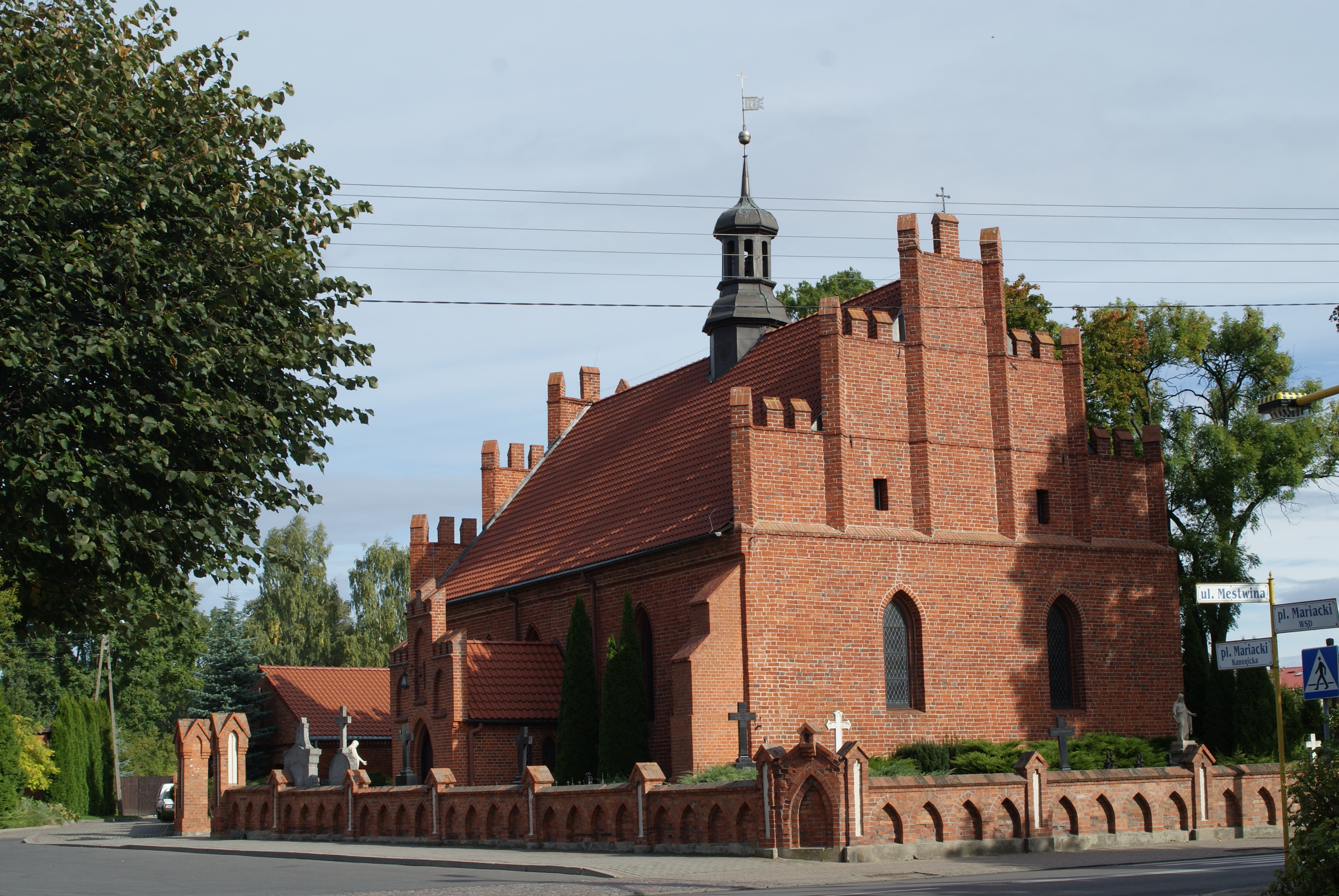
Kościół Bożego Ciała
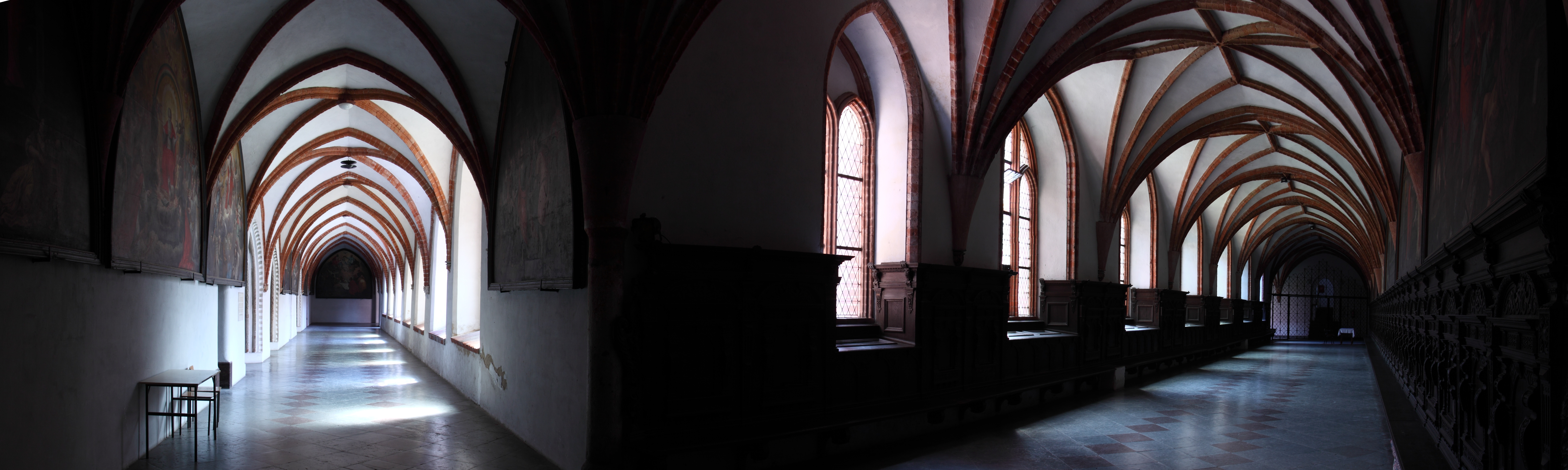
Gotyckie malowidła ścienne w krużgankach dawnego klasztoru cystersów
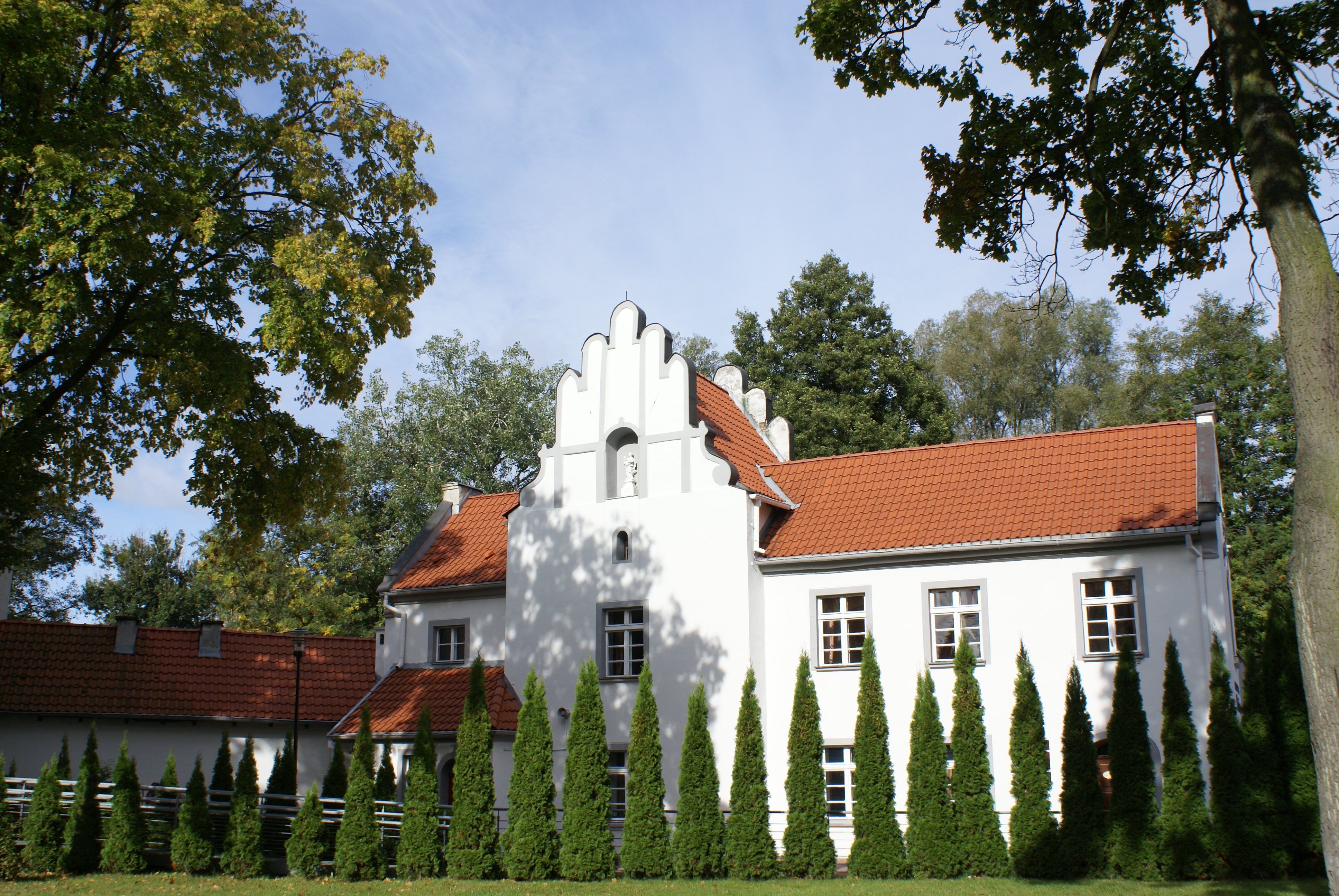
Budynek bramny

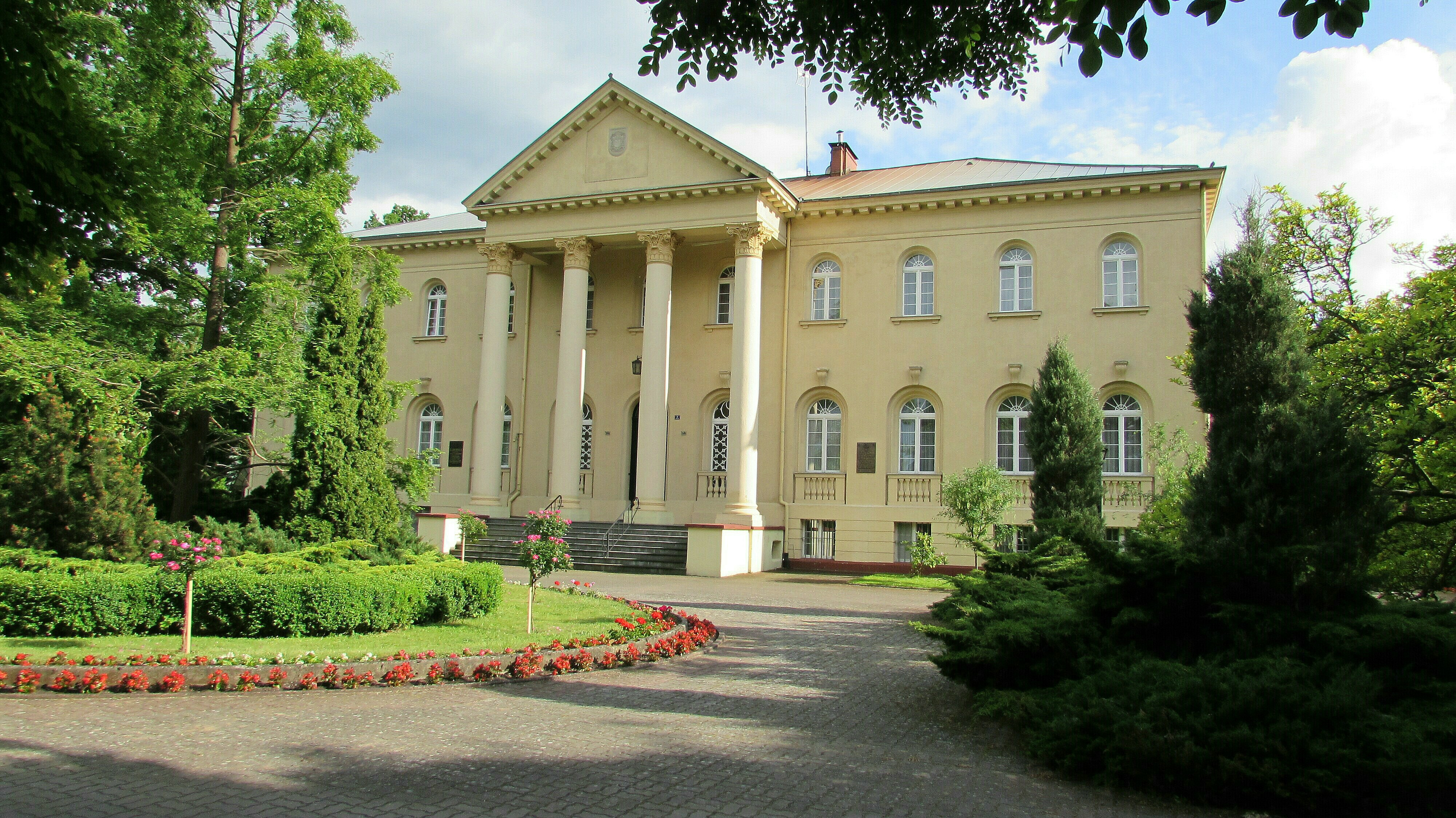
Pałac Biskupi
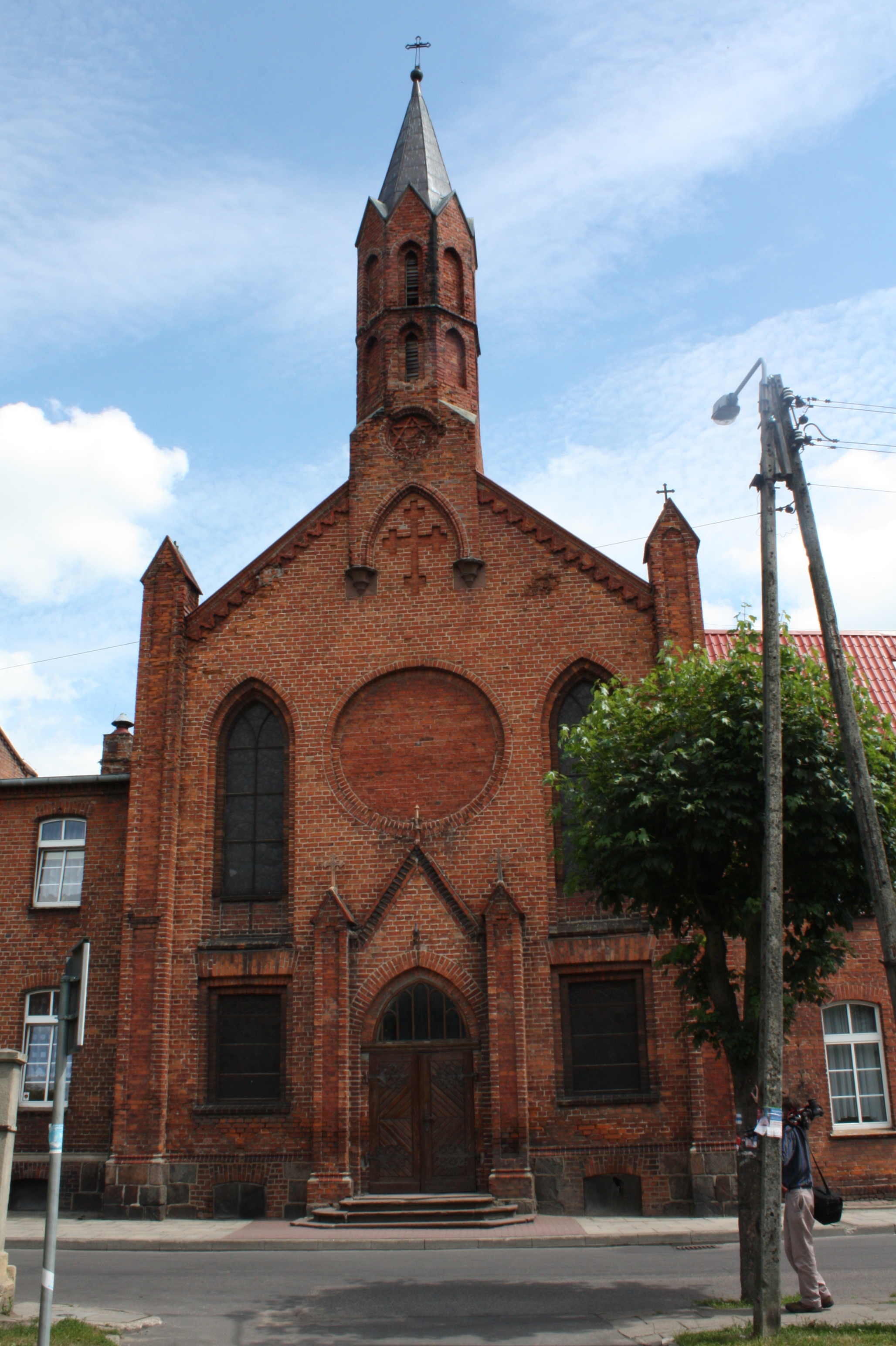
Kościół św. Józefa
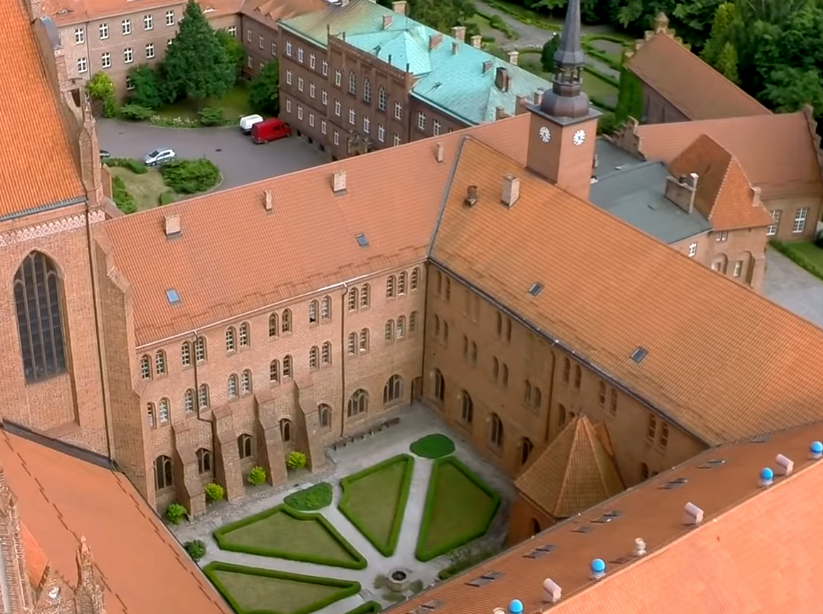
Wirydarz
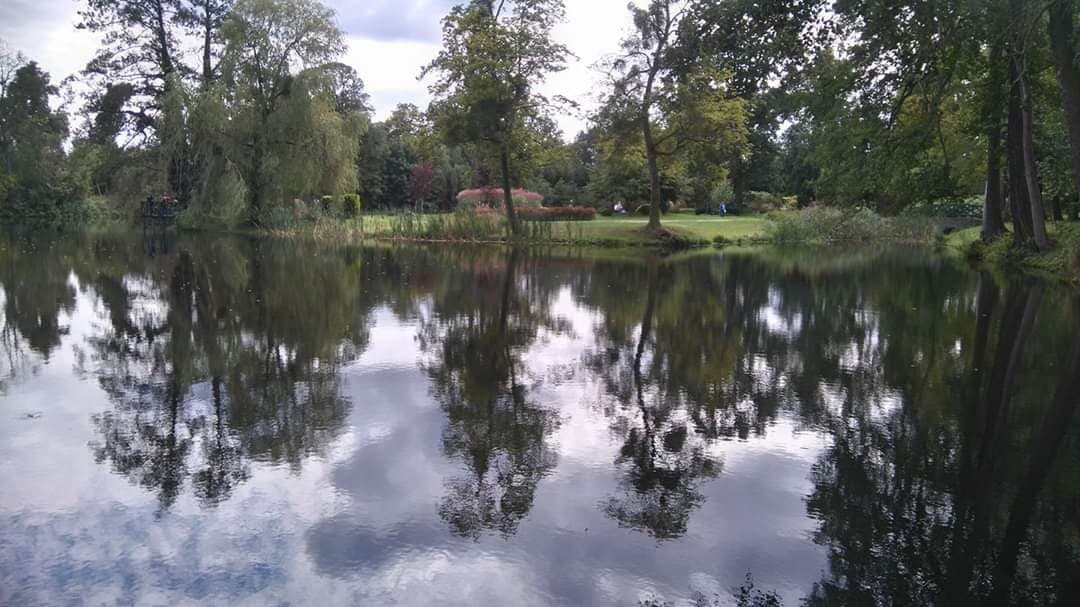
Ogrody i park Biskupi
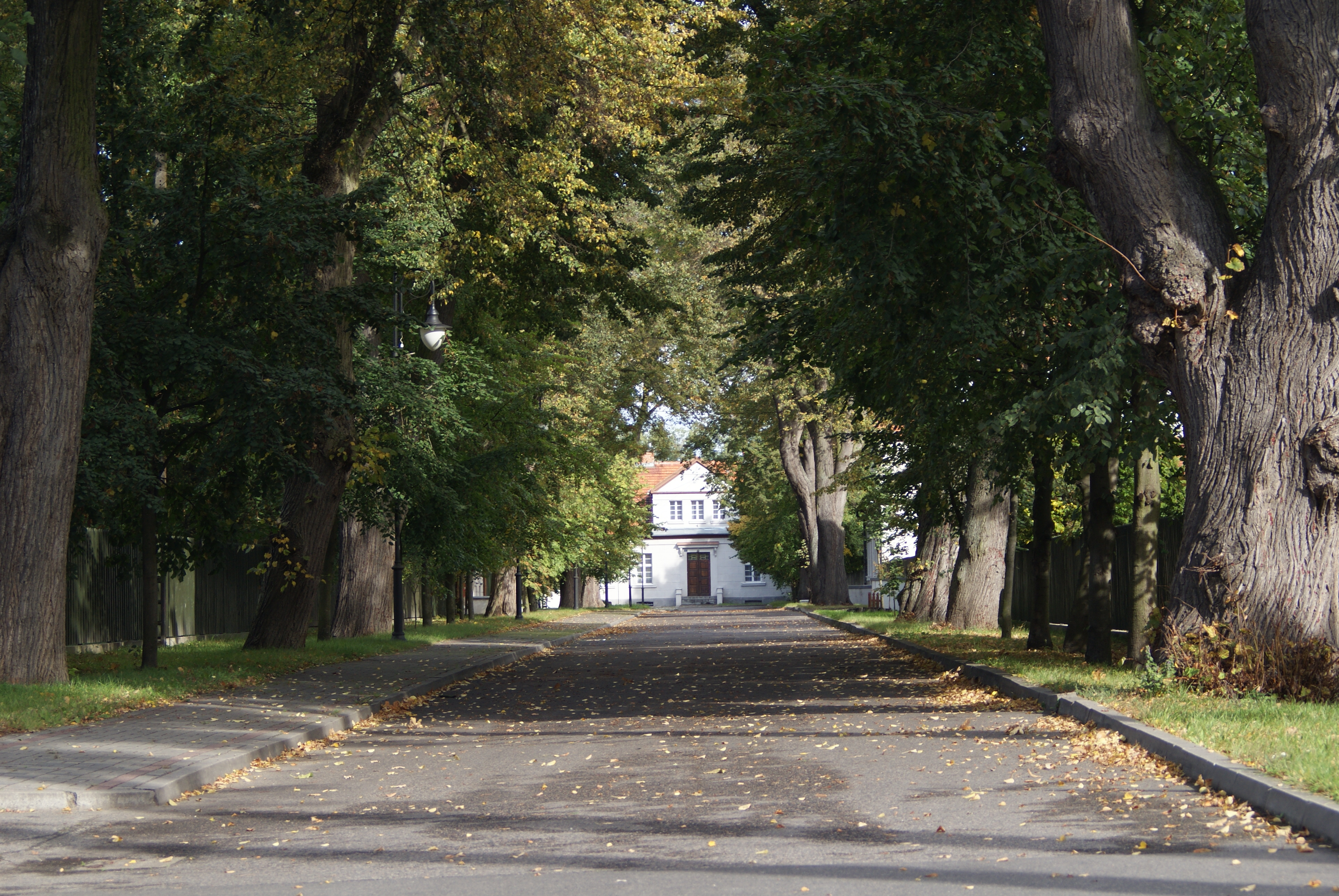
Dwory przy ul.Kanonickiej

### Pozostałe obiekty historyczne

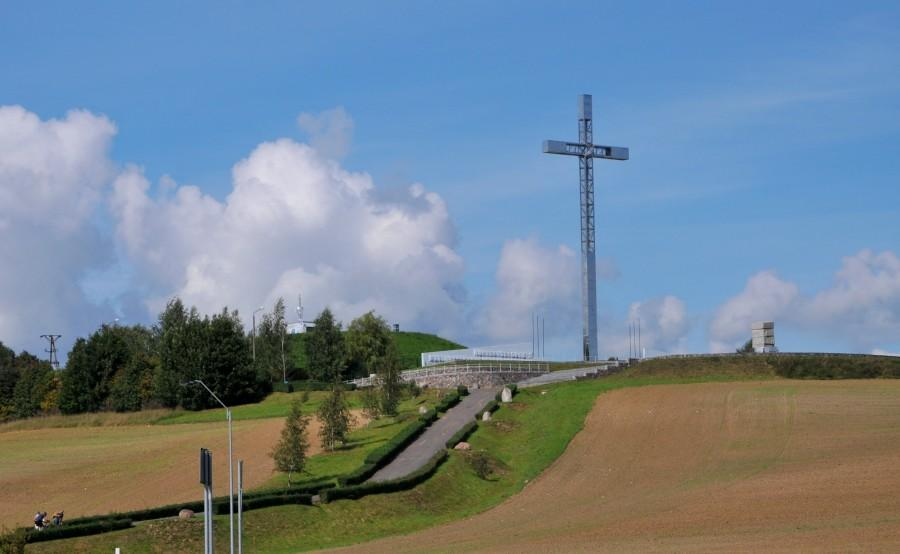
Góra Jana Pawła II

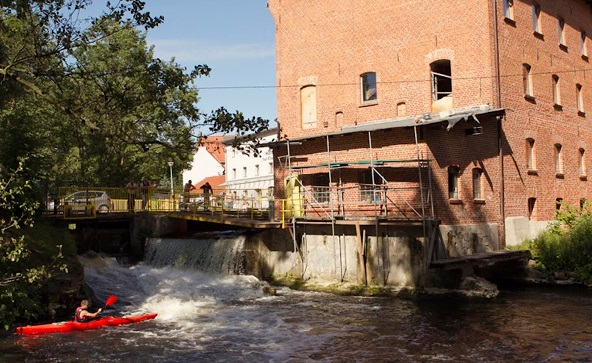
Młyn, trasa kajakowa

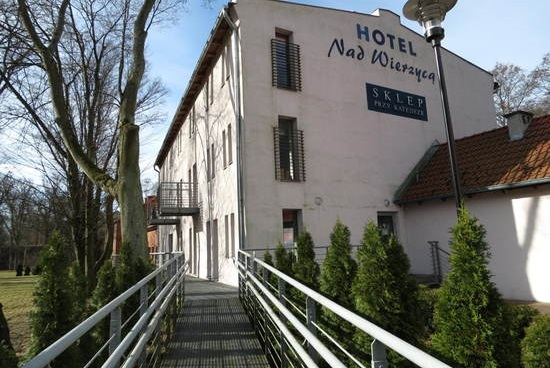
Hotel nad Wierzycą

- Góra Jana Pawła II (dawniej Góra Biskupia) – miejsce w którym Jan Paweł II 6 czerwca 1999 roku odprawił mszę św. Obecnie jest to punkt widokowy, oraz miejsce pielgrzymek wiernych, oraz turystów[33].
- Cmentarz z 1905 r. położony nad skarpą rzeki Wierzycy, na którym pochowani są między innymi biskupi chełmińscy: Konstanty Dominik, Aleksander Karczyński, ks. Janusz Stanisław Pasierb, ks. Franciszek Sawicki[34].
- Młyn i Hotel nad rzeką Wierzycą.
- Zabytkowy ceglany most kolejowy.
- Jaz nad rzeką Wierzycą.
- Pocysterska śluza.
- Diabelski kamień.
- Spichlerz
- Ruiny cmentarza ewangelickiego w Nadleśnictwie.
- Krzyż na Woli – upamiętniający pomordowanych w tym miejscu kapłanów.

### Szlaki turystyczne
Pelplin posiada wiele kilometrów ścieżek i dróg rowerowych z rozwiniętą infrastrukturą. Prowadzi stąd droga rowerowa do Starogardu Gdańskiego. Nad rzeką Wierzycą znajduje się przystań kajakowa z pomostem, wiatami, stojakami na rowery, oraz ławkami, przy których kajakarze mogą odpocząć.
Do najważniejszych szlaków turystycznych należą:  
- Szlak rzeki Wierzycy (długość 79,6 km): Pogódki – Starogard Gdański – Pelplin – Gniew[35].
- Szlak Ziemi Tczewskiej im. Romana Klima (długość 78,9 km): Tczew – Pelplin – Rakowiec[36].
- Szlak Maternów (długość 19 km): Starogard Gdański – Owidz – Kolincz – Klonówka – Pelplin

### Baza noclegowa
Hotel nad Wierzycą usytuowany jest w historycznych pomieszczeniach młyna wodnego dawnego opactwa cysterskiego w Pelplinie. Jego wnętrza posiadają autentyczne elementy cysterskiej architektury drewnianej. Hotel posiada 50 miejsc noclegowych. Hotel nie jest już czynny.

## Edukacja
- Przedszkole Nr 1 w Pelplinie
- Przedszkole Nr 2 w Pelplinie

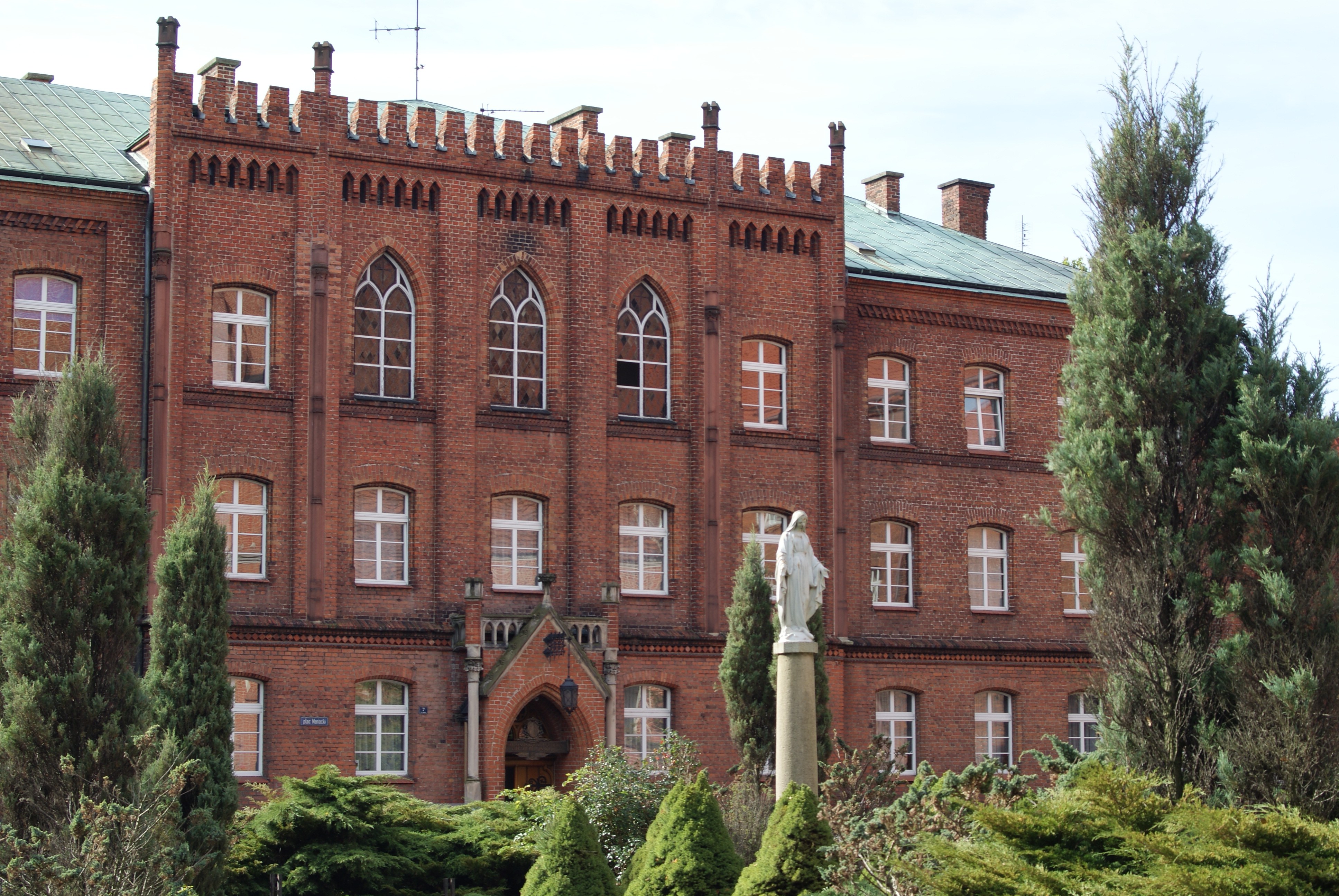
Wyższe Seminarium Duchowne

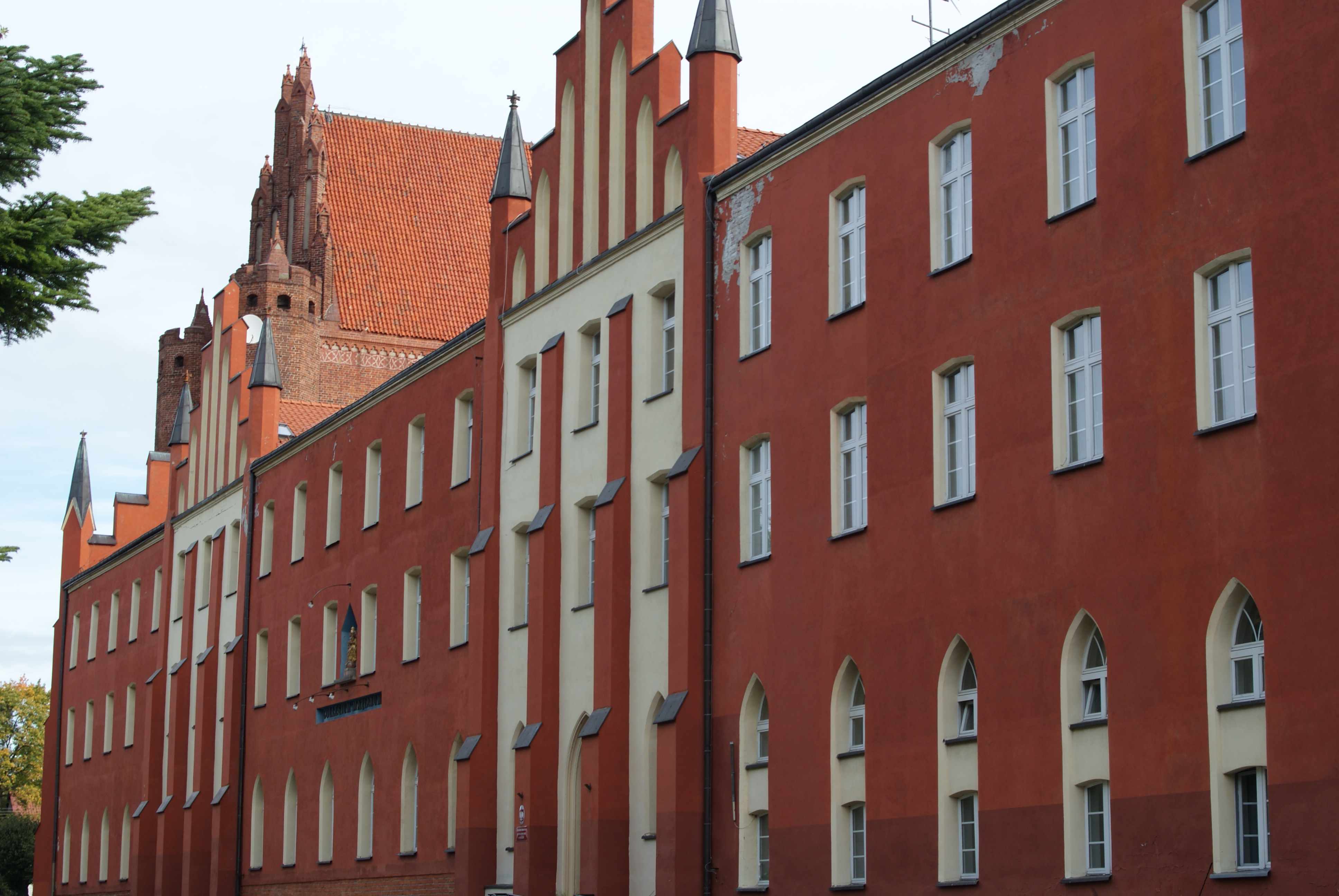
Collegium Marianum, Liceum Katolickie im. Jana Pawła II

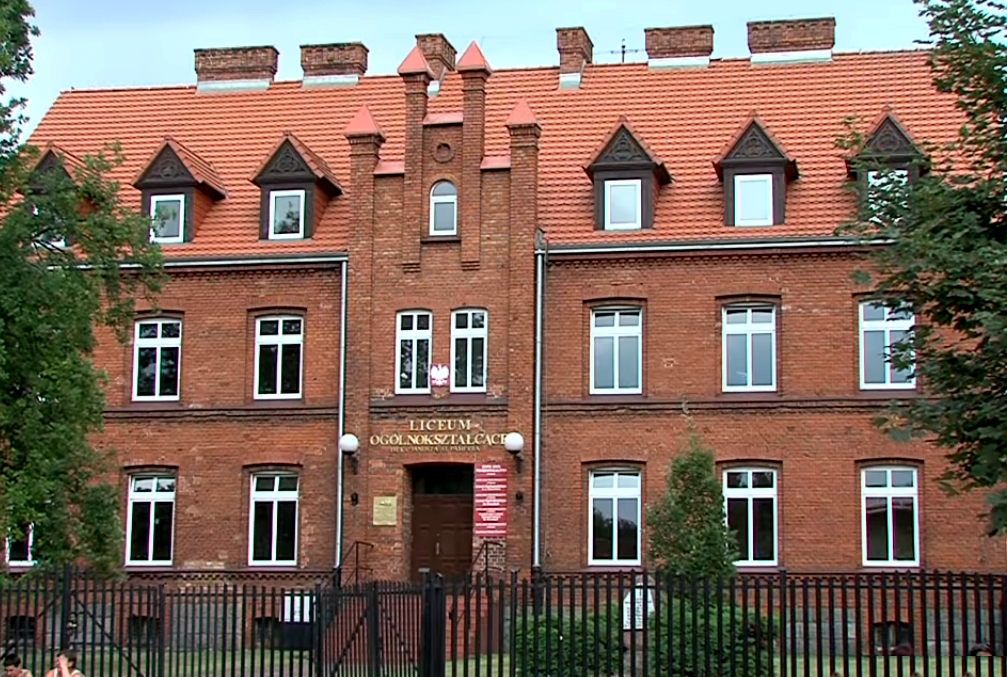
Liceum Ogólnokształcące im. ks. Janusza St. Pasierba

- Zespół Kształcenia i Wychowania nr 1 im. Jana Pawła II
- Zespół Szkół Nr 2 im. Biskupa Konstantyna Dominika
- Specjalny Ośrodek Szkolno-Wychowawczy w Pelplinie
- Zespół Szkół Zawodowych w Pelplinie
- Liceum Ogólnokształcące im. ks. Janusza St. Pasierba
- Liceum Ogólnokształcące dla Dorosłych
- Zespół Szkół Policealnych „Przyszłość” – szkoła prywatna
- Collegium Marianum, Liceum Katolickie im. Jana Pawła II
- Wyższe Seminarium Duchowne Diecezji Pelplińskiej
- Państwowa Szkoła Muzyczna I st. w Tczewie im. Janiny Garści filia w Pelplinie
- Niepubliczna Diecezjalna Szkoła Muzyczna II stopnia w Pelplinie, Studium Organistowskie Diecezji Pelplińskiej

## Media
- Radio Głos – katolicka rozgłośnia Diecezji Pelplińskiej
- Informator Pelpliński – informacyjna gazeta miejska
- Pielgrzym – dwutygodniowa gazeta katolicka Diecezji Pelplińskiej
- TV-Pelplin – internetowa telewizja miejska

## Sport
KS Wierzyca Pelplin – Klub Sportowy założony w 1956 roku w Pelplinie. Klub posiada zespół seniorski, oraz kilka grup młodzieżowych. Do największych sukcesów klubu, można zaliczyć:
- Piłka nożna

Zdobycie Regionalnego Pucharu Polski (2004/2005)
Awans do IV ligi (2004/2005)
Awans do III ligi (2006/2007)
Awans do III ligi (2016/2017)
- Karate – istnieje od 1991 roku. W latach 1999–2003 należała do Polskiej Federacji Karate Tradycyjnego Fudokan. Sekcja uczestniczyła w tych latach w wielu obozach i stażach szkoleniowych, zarówno krajowych, jak i międzynarodowych. Na ten czas przypada wiele sukcesów sportowych zawodników klubu. Od 1 czerwca 2003 roku sekcja była członkiem miejskiego klubu sportowego KS „Wierzyca” Pelplin. Posiadała licencję wydaną przez Polski Związek Karate była zrzeszona w Podkomisji Karate Shotokan W.S.I. PZK. Od 2008 roku jest nie zrzeszona[potrzebny przypis].

KS Centrum Pelplin – Klub Sportowy założony w 1998 roku w Pelplinie. Do największych sukcesów klubu, można zaliczyć awans do IV ligi, oraz dotarcie do 1/4 Regionalnego Pucharu Polski.
Akademia Piłkarska St. Rąbała Jedynka Pelplin – młodzieżowa akademia piłkarska, która ma na swoim koncie liczne sukcesy w rozgrywkach juniorskich.
Decka Pelplin – klub koszykarski założony w 2008 roku. Klub posiada zespół seniorski, oraz osiem grup młodzieżowych grających jako KS Jedynka Pelplin. Klub współpracuje z SKS Starogard Gdański, oraz posiada umowę szkoleniową z klubem Polpharma Starogard Gdański. Do największych sukcesów klubu, można zaliczyć: awans do 2 ligi mężczyzn, oraz grę w play-off o 1 ligę. Decka Pelplin posiada Klub Kibica. W roku 2019 w zespole grał m.in. reprezentant Polski (pochodzący z USA) brązowy medalista Mistrzostw Świata 3x3, Michael Hicks.
Bloczek Team Pelplin – klub zapaśniczy mający na swoim koncie liczne sukcesy. W 2019 roku w Tallinie zawodniczka Bloczek Team Pelplin – Magdalena Głodek, zdobyła brązowy medal Mistrzostw Świata Juniorek, reprezentując Polskę.

### Obiekty sportowe i rekreacyjne
- Stadion Miejski w Pelplinie ul. Czarnieckiego 8
- Sauna, ul. Czarneckiego 8
- Boczne boisko w Pelplinie ul. Sportowa
- Hala sportowa przy ZKiW nr 1 w Pelplinie (pojemność trybun 500 miejsc), ul. Sambora 5A
- Boisko przy ZKiW nr 1, ul. Sambora 5A
- Kompleks boisk przy ZS nr 2 typu "Orlik" ze sztuczną nawierzchnią, ul Kościuszki 12A
- Sala sportowa przy ZS nr 2 w Pelplinie, ul. Kościuszki 12A
- Sala sportowa, ul. Starogardzka 4
- Sala sportowa przy Liceum Ogólnokształcącym w Pelplinie, ul. Sambora
- Skate Park, ul. Bielawska
- Rodzinny Park Rozrywki Nivea Park, ul. Kopernika 1
- Siłownia zewnętrzna Nivea Park, Osiedle Pólko, ul. Starogardzka

## Kultura

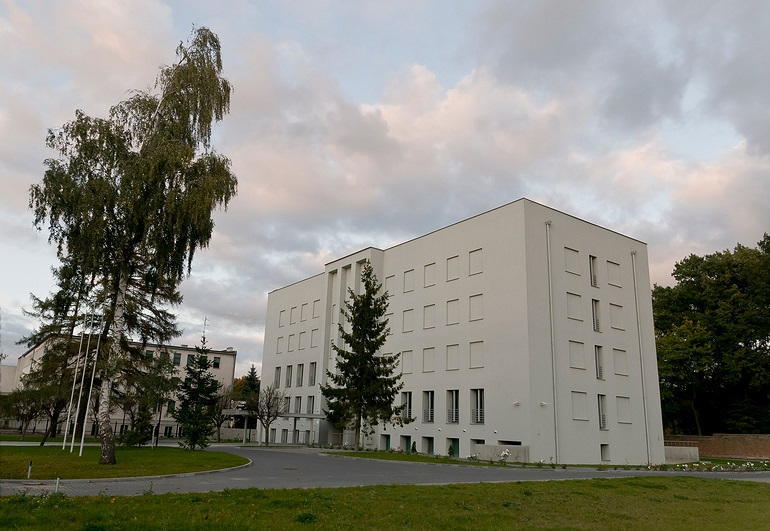
Biblioteka Diecezjalna w Pelplinie im.Jana Bernarda Szlagi

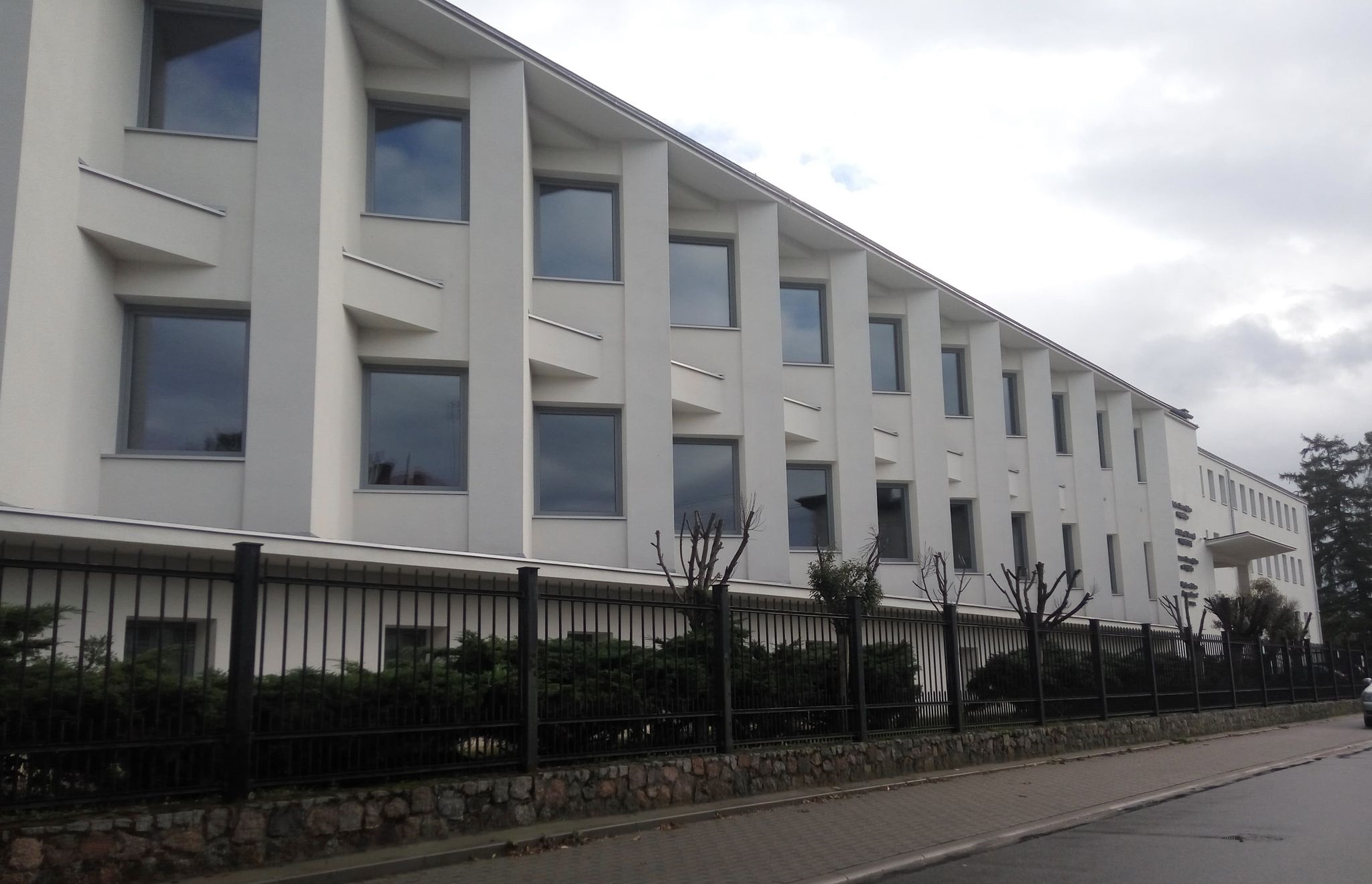
Muzeum Diecezjalne w Pelplinie

W Pelplinie odbywają się imprezy o charakterze ogólnopolskim. Pelplin nazywany jest „Kulturową Stolicą Kociewia”.
Imprezy:
- Pomorski Festiwal Poetycki im. ks. Janusza St. Pasierba
- Międzynarodowy Festiwal Muzyki Organowej w bazylice katedralnej w Pelplinie
- Jarmark Cysterski (trzeci weekend września)[37]
- Bożonarodzeniowy koncert organizowany przez Polpharmę w bazylice katedralnej w Pelplinie transmitowany przez Telewizję Polską program TVP2.
- Dni Pelplina
- Dzień Świętego Bernarda
- Inscenizacja historyczna: wkroczenie Wojska Polskiego i przyjazd Generała Józefa Hallera do Pelplina
- Inscenizacja historyczna: wizyta Józefa Piłsudskiego w Pelplinie w Dzień Niepodległości
- Orszak Trzech Króli
- Koncerty muzyczne
- Spektakle teatralne
- Noc muzeów

Instytucje:
- Miejski Ośrodek Kultury w Pelplinie
- Miejska Biblioteka Publiczna w Pelplinie im. B.Sychty
- Biblioteka Diecezjalna w Pelplinie im. Jana Bernarda Szlagi (posiadająca duże sale konferencyjne)
- Muzeum Diecezjalne w Pelplinie

Zespoły i orkiestry:
- Pelplińska Orkiestra Dęta
- Zespół folklorystyczny "Modraki"
- Zespół folklorystyczny "Gzuby z pelplińskiej Dwójki"
- Zespół Ewangelizacyjny "Na cały Głos"
- Schola „Vocatus Domini”
- Zespół parafialny "Quo Vadis"

Pelplin to także ośrodek chóralny z kilkoma grupami.
W Pelplinie istniało kino „Wierzyca”, którego budynek przejął Miejski Ośrodek Kultury.

## Transport

### Drogowy

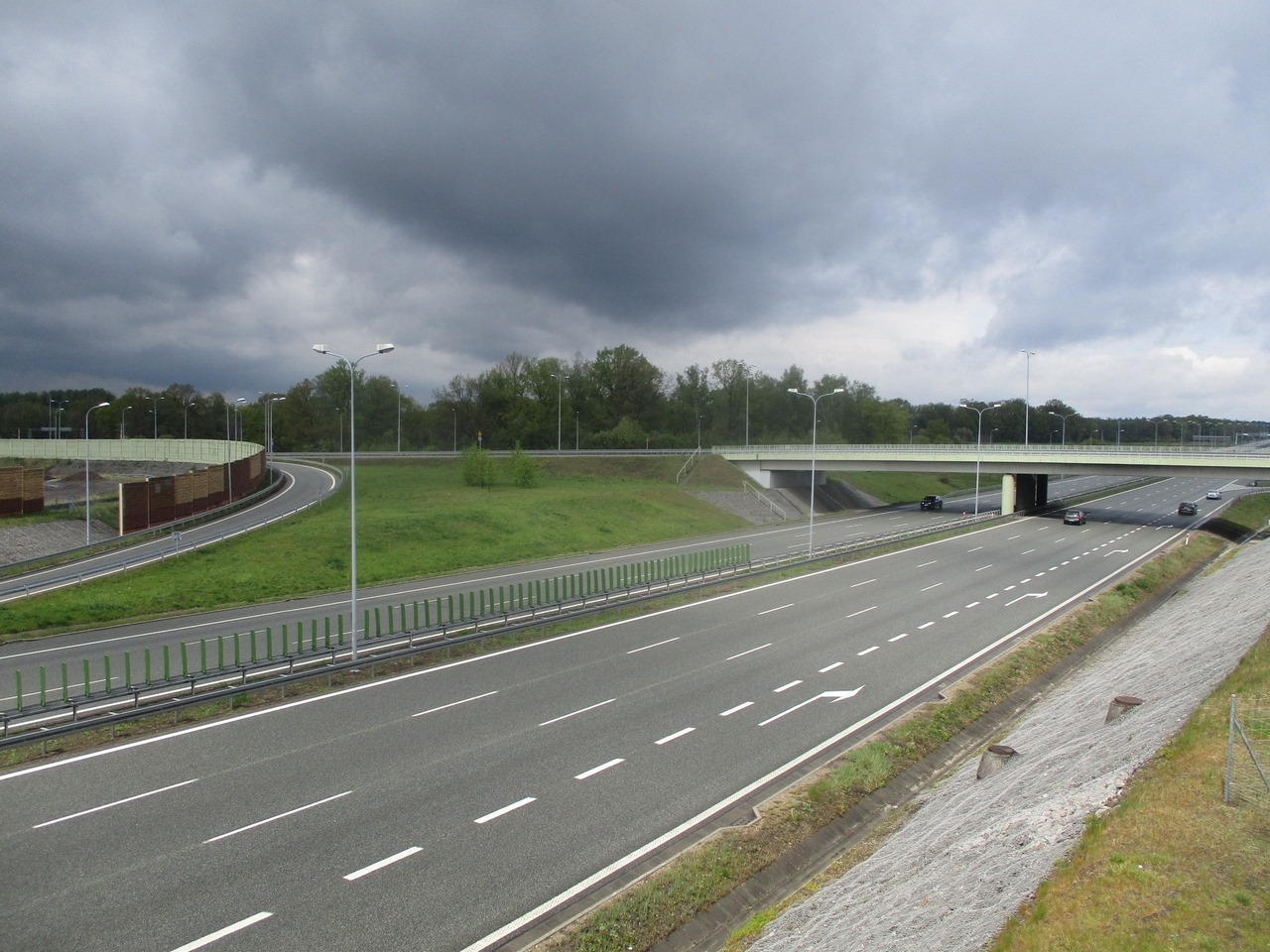
Autostrada A1 w Pelplinie

Pelplin stanowi lokalny węzeł komunikacyjny. Znajduje się pomiędzy Autostradą A1 (węzeł Pelplin), a drogą krajową nr 91. Drogi wojewódzkie nr 229 z drogą nr 230 biegną obwodnicą.
- A1 Autostrada A1 (węzeł Pelplin) – znajduje się po zachodniej części miasta, około 3,5 km od centrum. Przy węźle Pelplin jest Obwód Utrzymania Autostrady.
- 91 Droga krajowa nr 91 – znajduje się po wschodniej części miasta, około 4 km od centrum.
- 229 Droga wojewódzka nr 229
- 230 Droga wojewódzka nr 230

### Kolejowy

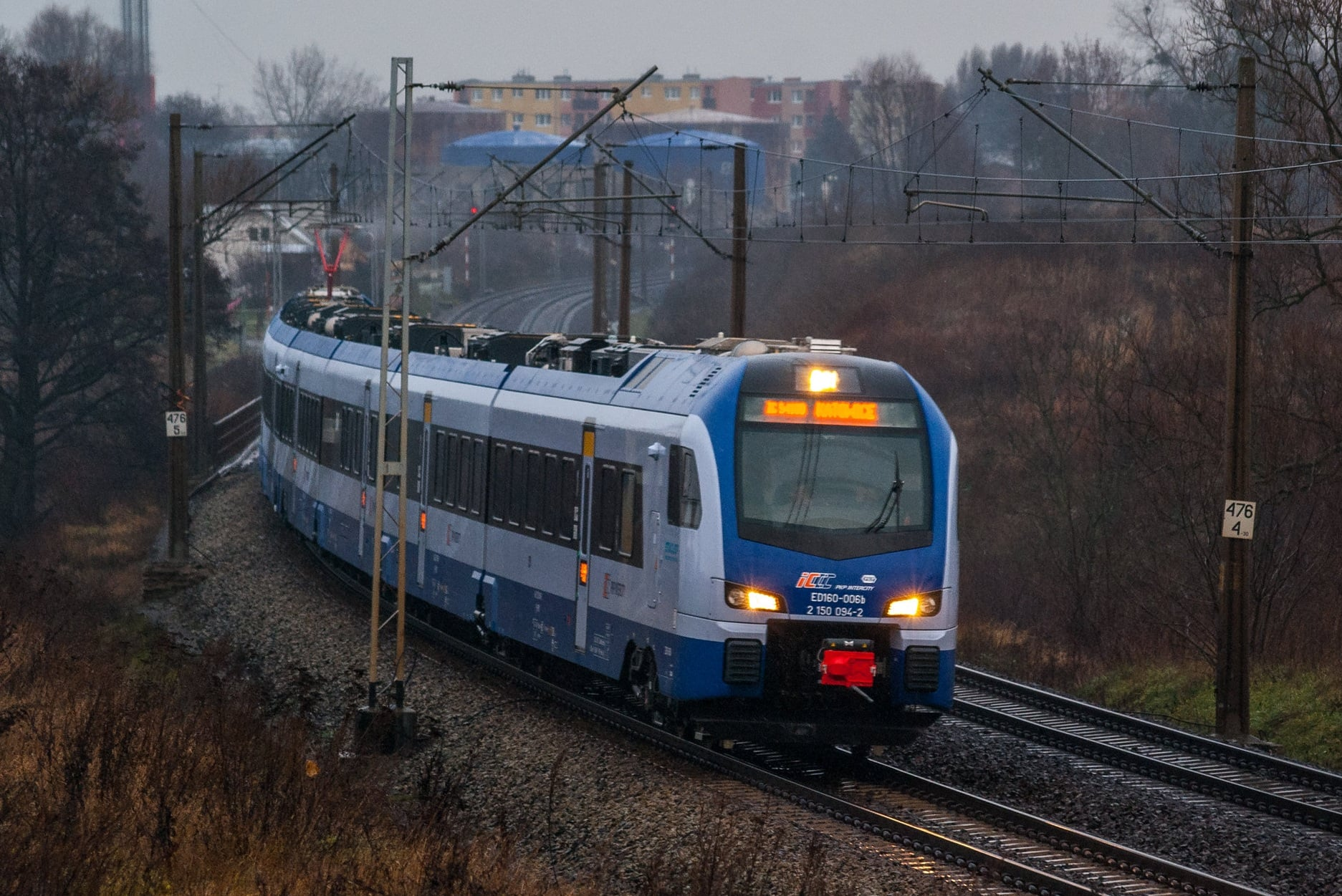
Linia kolejowa nr 131 w Pelplinie

Przez Pelplin przebiega ważna magistrala kolejowa Chorzów Batory – Tczew i dalej do Trójmiasta. Codziennie pelplińska stacja obsługuje setki pasażerów. Znajduje się tutaj plac ładunkowy, bocznice, magazyn towarowy, tory boczne. Dworzec PKP Pelplin posiada kasę biletową, oraz poczekalnię. W 2015 roku został wyremontowany, działa w nim przychodnia lekarska oraz apteka. Zmodernizowane zostały perony, tory oraz trakcja. Obok budynku znajduje się dworzec autobusowy, oraz postój taksówek.
Dawniej w Pelplinie istniała przemysłowa kolej wąskotorowa prowadząca ze stacji Cukrownia przez Mały Garc do Niziny Walichnowskiej. W 1978 ostatecznie trasę zlikwidowano, a parowozy przekazane zostały do Muzeum Kolejnictwa w Warszawie.

### Transport publiczny

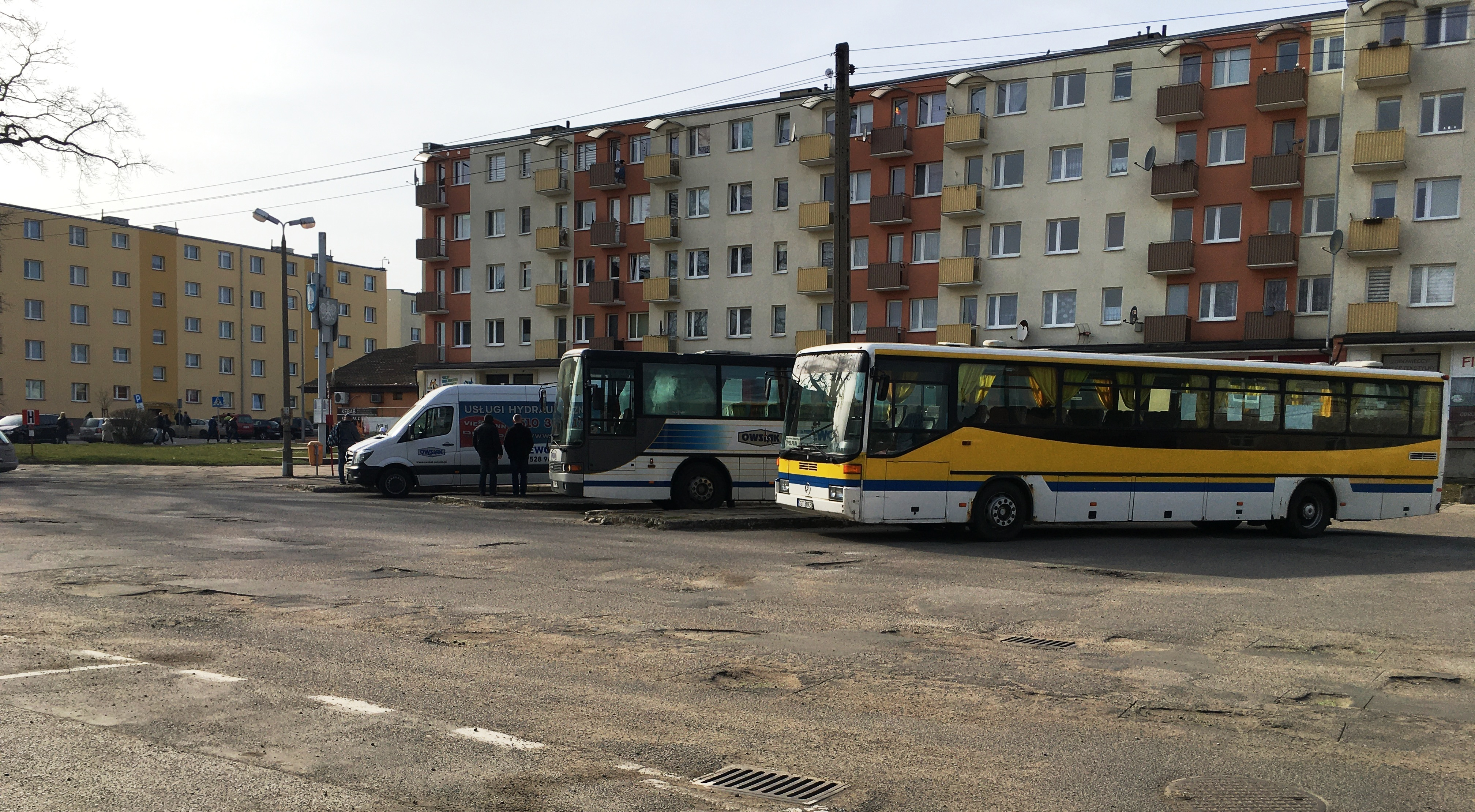
Dworzec autobusowy, ul. Dworcowa

W Pelplinie działa transport publiczny na linii Pelplin - Małe Walichnowy. Linia komunikacji publicznej funkcjonuje od poniedziałku do piątku. Przewoźnikiem miejskim jest firma Arriva Bus Transport Polska Sp. z o. o. Ponadto na terenie miasta jeżdżą przewoźnicy PHU "Owsiak" i "Latocha". Funkcjonuje linia na trasach Pelplin - Starogard Gdański - Pelplin, oraz Pelplin - Tczew - Pelplin. W mieście znajduje się dworzec autobusowy z trzema peronami.

### Lotniczy
Najbliższe międzynarodowe porty lotnicze od Pelplina to: Port Lotniczy Gdańsk im. Lecha Wałęsy (ok. 60 km), oraz Port Lotniczy Bydgoszcz S.A. (ok. 120 km). Podczas wizyty papieskiej w 1999 w okolicy Góry Jana Pawła II zbudowano kilka lądowisk helikopterowych, w tym jedno główne istnieje do dzisiaj.

## Osiedla

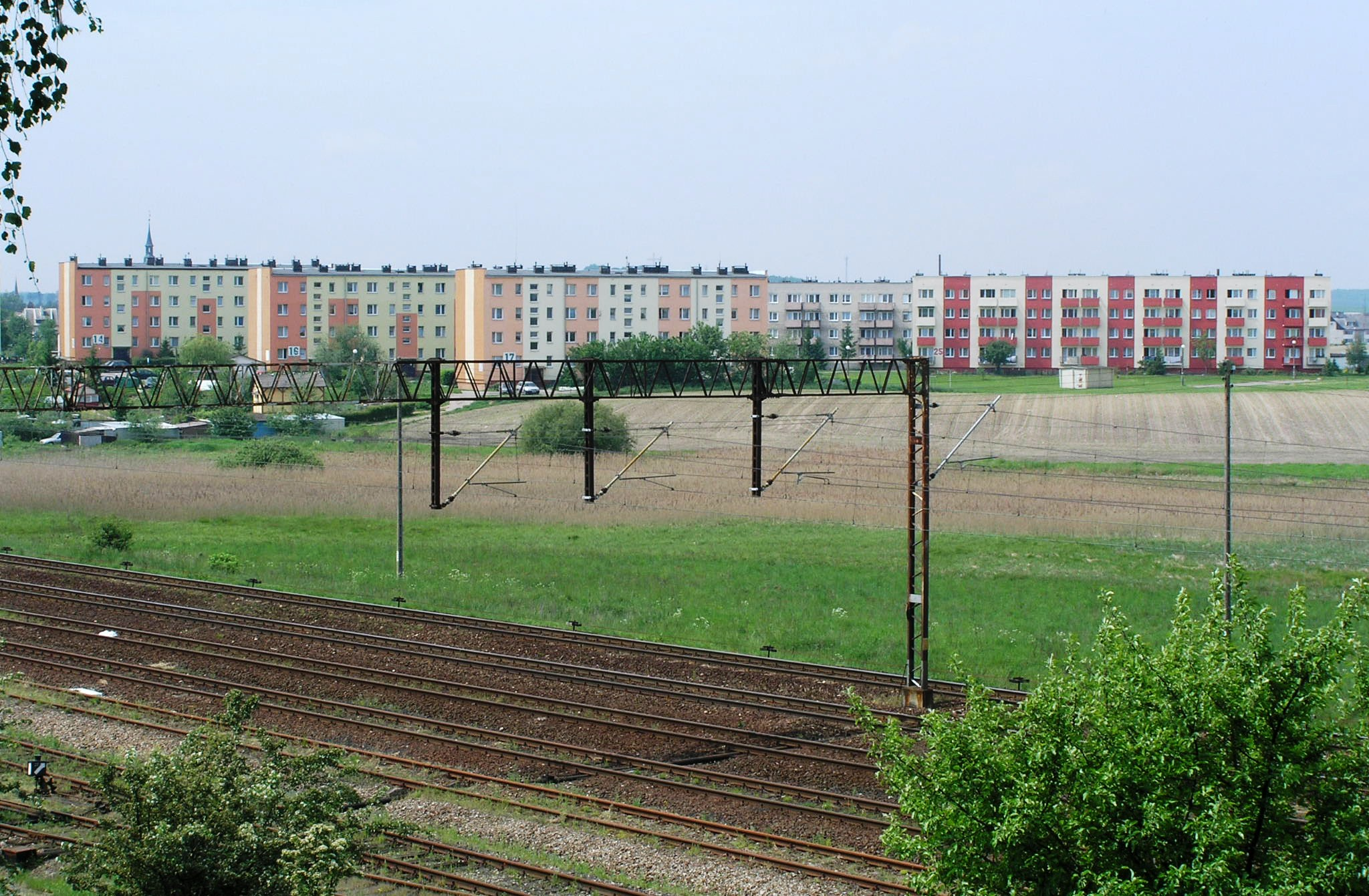
Widok na osiedle Dworcowa od strony torów

Osiedla Pelplina:
- Osiedle Dworcowa
- Osiedle Wybickiego
- Osiedle Młodych
- Osiedle Limanowskiego
- Osiedle Kopernika
- Osiedle Pólko
- Osiedle Świerkowa
- Osiedle Marzenie

## Wspólnoty wyznaniowe
W Pelplinie mieści się siedziba diecezji pelplińskiej, która liczy 760 000 wiernych, złożonych z 290 parafii. Obszar diecezji to 12 890 km². Diecezja pelplińska historycznie nawiązuje do diecezji chełmińskiej, którą utworzono 29 lipca 1243.

## Honorowi obywatele Miasta i Gminy Pelplin
- Kazimierz Piechowski – żołnierz Wojska Polskiego, więzień i uciekinier niemieckiego nazistowskiego obozu Auschwitz-Birkenau, żołnierz AK. Urodził się 4 km od Pelplina, w miejscowości Rajkowy. Honorowy obywatel gminy Pelplin. Kazimierzowi Piechowskiemu poświęcono polski film dokumentalny reżyserii Marka Pawłowskiego, zatytułowany Uciekinier (2006).
- Jan Bernard Szlaga – duchowny rzymskokatolicki, profesor nauk teologicznych, biskup pomocniczy chełmiński w latach 1988–1992, biskup diecezjalny pelpliński w latach 1992–2012.
- Jan Paweł II – polski duchowny rzymskokatolicki, biskup pomocniczy krakowski (1958–1964), a następnie arcybiskup metropolita krakowski (1964–1978), kardynał (1967–1978), zastępca Przewodniczącego Konferencji Episkopatu Polski (1969–1978), 264. papież i 6. Suweren Państwa Watykańskiego w latach 1978–2005. Święty Kościoła katolickiego.
- Stanisław Dziwisz – polski duchowny rzymskokatolicki, doktor teologii, sekretarz i kapelan arcybiskupa metropolity krakowskiego Karola Wojtyły w latach 1966–1978, osobisty sekretarz papieża Jana Pawła II w latach 1978–2005, arcybiskup metropolita krakowski w latach 2005–2016, kardynał prezbiter od 2006, od 2016 arcybiskup senior archidiecezji krakowskiej. Kawaler Orderu Orła Białego.

## Powiązania z Pelplinem

### Budowle, ulice i miejsca nazwane imieniem Pelplina

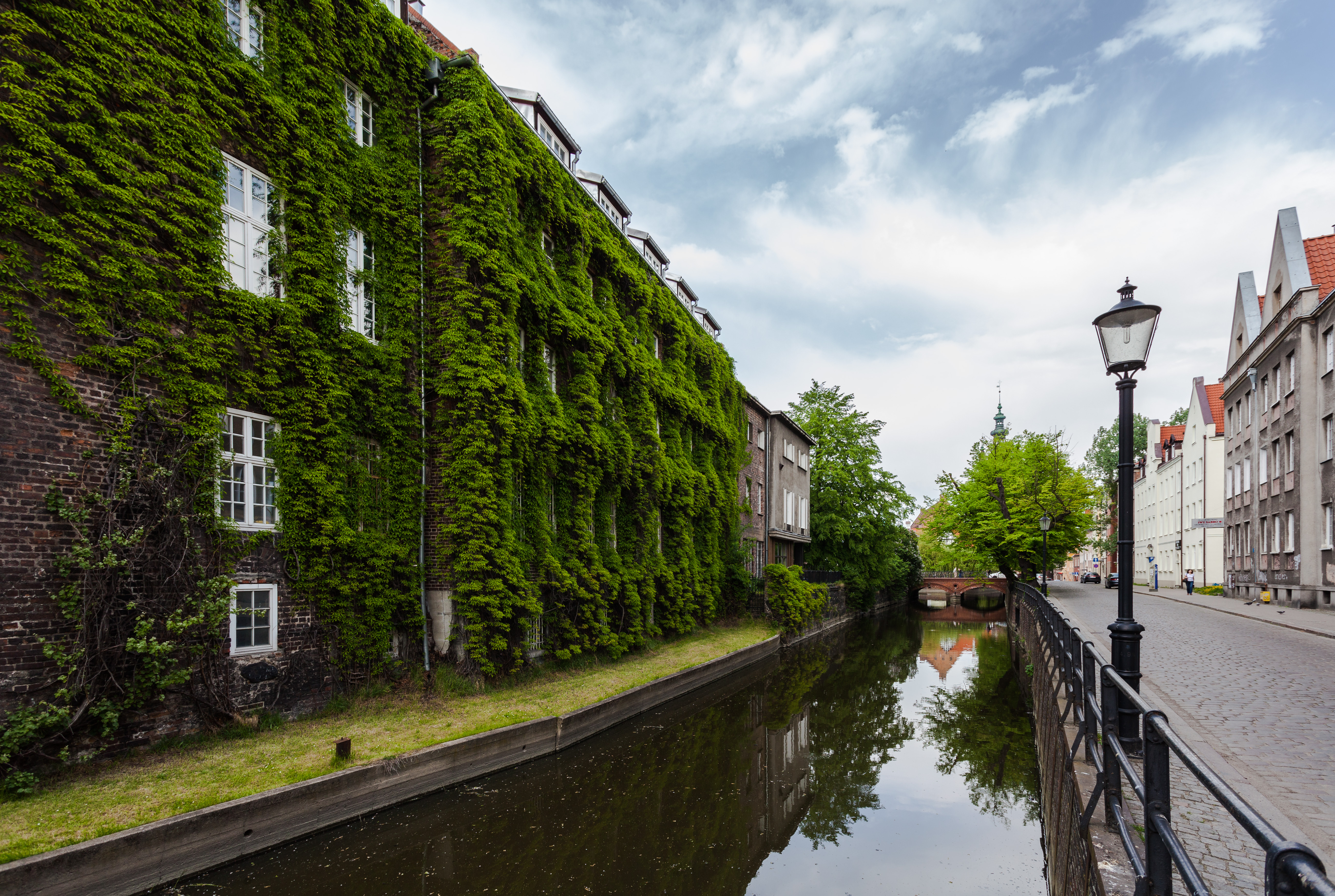
Dom Opatów Pelplińskich na Starym Mieście Gdańsku

Najbardziej znaną budowlą jest Dom Opatów Pelplińskich – kamienica mieszcząca się na Starym Mieście w Gdańsku. Jest jednym z niewielu zachowanych zabytków w Gdańsku. Od 1686 należał do opactwa cysterskiego w Pelplinie. Dzisiaj mieści się tutaj Siedziba Instytutu Historii Sztuki Uniwersytetu Gdańskiego.
Ulica Pelpińska występuje w 15 miejscowościach, w większych miastach, są to:
- ul. Pelplińska w Warszawie
- ul. Pelplińska w Gdańsku
- ul. Pelplińska w Gdyni
- ul. Pelplińska w Bydgoszczy
- ul. Pelplińska w Starogardzie Gdańskim

W miejscowości Mały Garc (gm.Subkowy) znajduje się wysychające starorzecze Wisły zwane potocznie Jeziorem Pelplińskim.

## Administracja

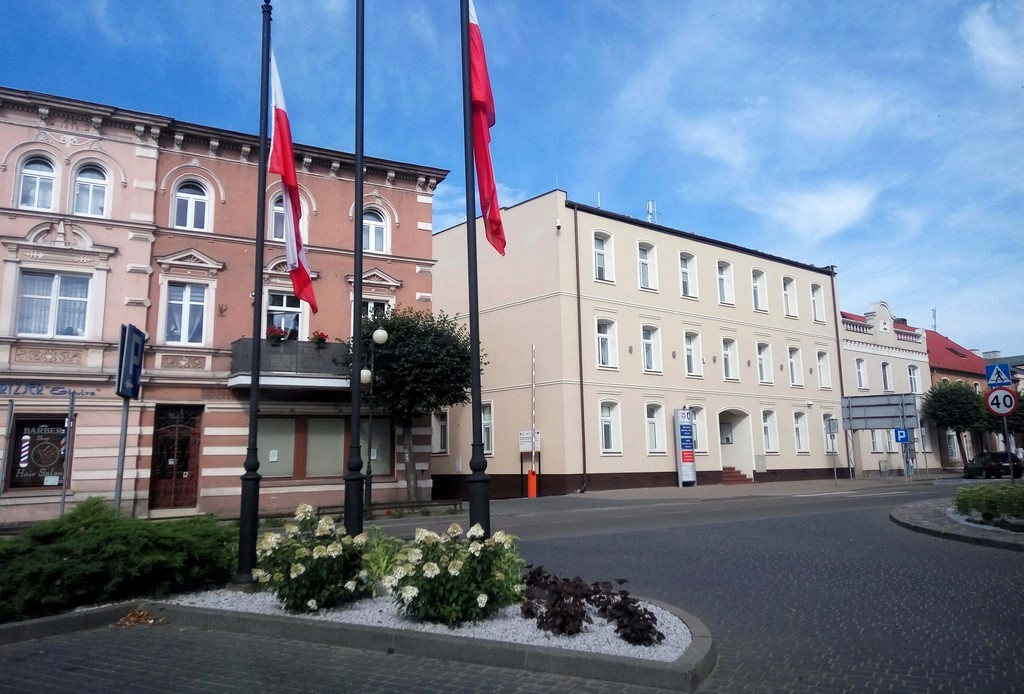
Urząd Miasta i Gminy Pelplin

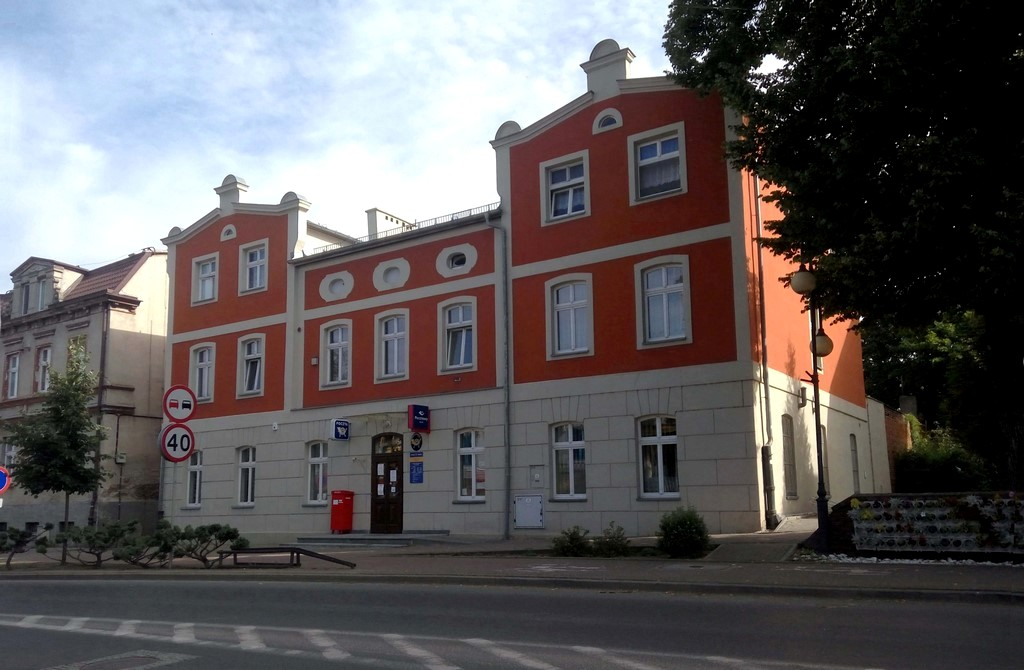
Budynek poczty, ul. Mickiewicza

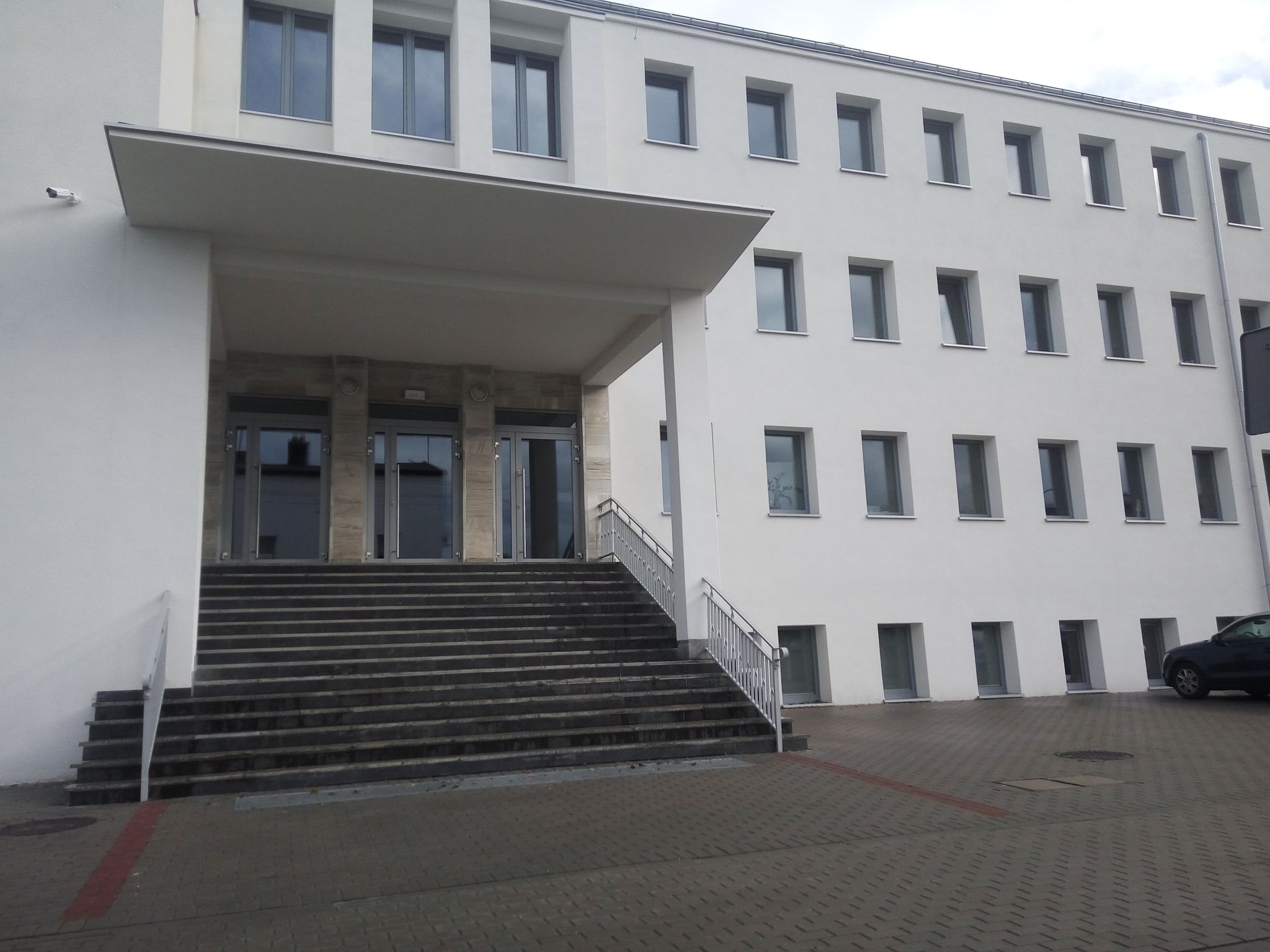
Sąd Biskupi Diecezji Pelplińskiej

Pelplin ma status gminy miejsko-wiejskiej. Mieszkańcy wybierają do Rady Miasta Pelplin 15 radnych (w tym Przewodniczącego i jego zastępcę).
Od 1990 r. do 2002 r. Rada Miasta i Gminy Pelplin liczyła 25 radnych, od 2002 r. ich liczebność została zmniejszona do 15 radnych.
W latach 1990–1998 Burmistrza wybierali  Radni Miasta i Gminy, po wprowadzeniu referomy administracyjnej (1999) od 2002 r. Burmistrza wybierają mieszkańcy miasta i gminy.
W wyniku wyborów samorządowych, które odbyły się 7 kwietnia 2024 r., na stanowisko Burmistrza Miasta i Gminy został wybrany Mirosław Chyła.
2 maja 2024 r. podczas I sesji Rady Miejskiej w Pelplinie IX kadencji, Przewodniczącym Rady Miejskiej w Pelplinie został Jakub Zieliński.

### Burmistrzowie Miasta i Gminy Pelplin[41]
- Jerzy Sykutera 1990–1994
- Andrzej Stanuch 1994–1998
- Wojciech Wanke 1998–2002
- Andrzej Stanuch 2002–2014 (ponownie)
- Patryk Demski 2014–2018
- p.o Tomasz Czerwiński 2018
- Mirosław Chyła 2018–

### Przewodniczący Rady Miasta i Gminy Pelplin[41]
- Wacław Bruski 1990–1994
- Rufin Wysocki 1994–1998
- Wacław Bruski 1998–2002 (ponownie)
- Adam Kaszowicz 2002−2010
- Wacław Bruski 2010 (ponownie)[42]
- Mirosław Chyła 2010–2018
- Jakub Zieliński 2018–

### Obszar metropolitarny
Pelplin jest członkiem Obszaru Metropolitarnego Gdańsk-Sopot-Gdynia. Codzienna praca OMG-G-S odbywa się poprzez spotkania komisji tematycznych, które zajmują się omawianiem i realizacją konkretnych projektów – jak np. wspólne zakupy towarów i usług, czy przygotowywanie planów rozwojowych i inwestycyjnych, obejmujących teren kilku samorządów, w tym Pelplina.
Kluczowym elementem współpracy jest także wymiana doświadczeń i dobrych praktyk w zakresie przedsięwzięć wykonywanych przez samorządy, zasad udzielania zamówień publicznych, a także dyscypliny finansowej.

### Miasta i gminy partnerskie
| Miasto    | Kraj   | Data podpisania umowy |
| --------- | ------ | --------------------- |
| Gniew     | Polska | 23 maja 2006          |
| Skarszewy | Polska | 7 lutego 2019         |
| Stężyca   | Polska | 21 kwietnia 2011      |
| Żukowo    | Polska | 21 kwietnia 2011      |
| Subkowy   | Polska | 21 listopada 2005     |
| Zakliczyn | Polska | 6 kwietnia 2016       |

### Współpraca międzynarodowa
| Miasto         | Kraj     | Data podpisania umowy |
| -------------- | -------- | --------------------- |
| Colletorto     | Włochy   | 28 października 2013  |
| Grafling       | Niemcy   | 17 listopada 2000     |
| Teisnach       | Niemcy   | 24 marca 1995         |
| Newcastle West | Irlandia | 5 czerwca 2007        |
| Mołodiżne      | Ukraina  | 18 listopada 2008     |